# Pedro I của Brasil
Dom Pedro I (tiếng Việt:Phêrô I; 12 tháng 10 năm 1798 – 24 tháng 9 năm 1834), biệt danh "Người Giải phóng", là người thành lập và nhà cai trị đầu tiên của Đế quốc Brasil. Với vương hiệu Dom Pedro IV, ông cai trị một thời gian ngắn tại Bồ Đào Nha, ở đây ông được xưng tụng là "Người Giải phóng" hay "Vị vua Chiến sĩ". Chào đời tại Lisbon, Pedro I là con thứ tư của Vua Dom João VI của Bồ Đào Nha và Vương hậu Carlota Joaquina, và do đó trở thành thành viên của Nhà Bragança. Khi đất nước bị người Pháp xâm lăng năm 1807, ông cùng gia đình đào thoát đến nơi thuộc địa rộng lớn và giàu có nhất của Bồ Đào Nha, Brasil.
Sau khi Cách mạng Giải phóng 1820 ở Lisbon bùng nổ, phụ thân của Pedro I được đưa về Bồ Đào Nha vào tháng 4 năm 1821, để lại ông ở Brasil làm nhiếp chính vương. Ông phải đối phó với đe dọa từ quân cách mạng và sự bất phục tùng của quân đội Bồ Đào Nha, và cố gắng xoa dịu cả hai phía. Chính phủ Bồ đe dọa thu hồi quyền tự trị được ban cho Brasil từ năm 1808, khiến người Brasil phẫn nộ. Pedro I chọn cách đứng về phía Brasil và tuyên bố độc lập khỏi Bồ Đào Nha vào ngày 7 tháng 9 năm 1822. Ngày 12 tháng 10, ông được tôn làm Hoàng đế Brasil và đến tháng 3 năm 1824 ông đánh bại toàn bộ lực lượng trung thành với chính phủ Bồ. Vài tháng sau, Pedro I đàn áp Liên minh Equator, một nỗ lực li khai bất thành của quân nổi dậy ở miền đông bắc Brasil.
Cuộc nổi dậy đòi li khai diễn ra ở tỉnh Cisplatina thuộc miền nam đầu 1825, tiếp đó là ý định sáp nhập nó của Các tỉnh liên hiệp Río de la Plata, đưa Đế quốc vào Chiến tranh Cisplatina. Tháng 3 năm 1826, Pedro I trở thành Vua Bồ Đào Nha một thời gian ngắn trước khi thoái vị nhường ngôi cho trưởng nữ, Dona Maria II. Tình hình trở nên tồi tệ vào năm 1828 khi chiến tranh ở phía nam dẫn đến hậu quả Brasil mất Cisplatina. Trong cùng năm ở Lisbon, ngai vàng của Maria II bị người chú là Hoàng tử Dom Miguel, em trai của Pedro I chiếm đoạt. Mối quan hệ ngoài hôn nhân và bê bối tình ái với một người thị nữ đã làm tổn hại nghiêm trọng danh dự của ông. Một vấn đề khác nảy ra trong Nghị viện Brasil, nơi diễn ra tranh chấp rằng liệu chính phủ sẽ do vua bổ nhiệm hay do cơ quan lập pháp đề cử; cuộc tranh luận kéo dài từ 1826 đến 1831. Không thể đối phó với vấn đề từ cả Brasil và Bồ Đào Nha cùng một lúc, ngày 7 tháng 4 năm 1831 Pedro I thoái vị nhường ngôi cho con trai là Pedro II, và giong buồm trở về châu Âu.
Pedro I dẫn quân tiến về Bồ Đào Nha vào tháng 7 năm 1832. Ban đầu là đối mặt với cuộc nội chiến, ông nhanh chóng bị cuốn vào cuộc xung đột rộng lớn bao trùm Bán đảo Iberia giữ phe Tự do và những thành phần muốn trở lại nền chuyên chế. Pedro I chết vì bệnh lao phổi ngày 24 tháng 9 năm 1834, chỉ mấy tháng sau chiến thắng của ông và phe Tự do. Ông được người đương thời ca ngợi như một nhân vật chủ chốt truyền bá tư tưởng tự do cho phép chính phủ Bồ Đào Nha và Brasil chuyển từ chế độ chuyên chế sang lập hiến.

## Cuộc sống ban đầu

### Chào đời

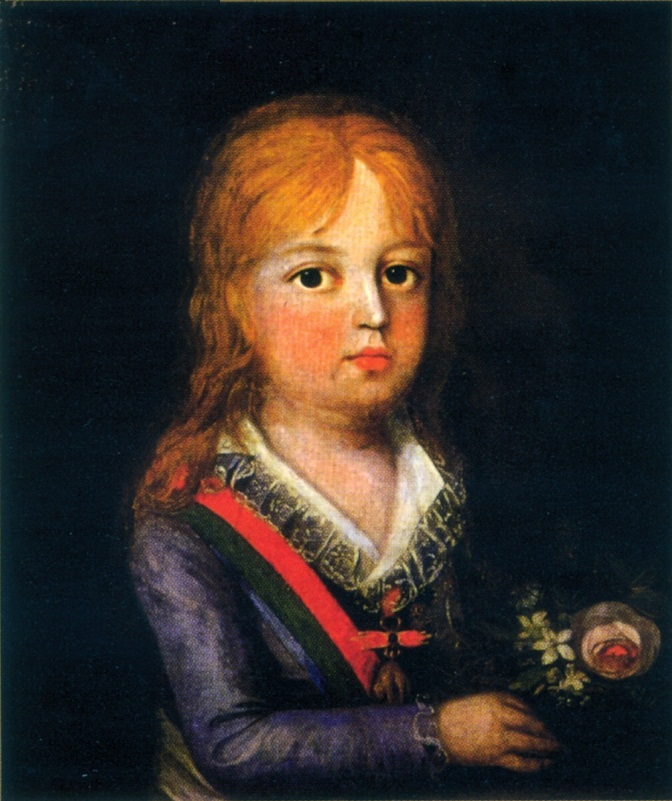
Pedro năm lên 2, 1800

Pedro chào đời vào 08:00 ngày 12 tháng 10 năm 1798 tại Cung điện hoàng gia Queluz gần Lisboa, Bồ Đào Nha. Tên của ông được đặt theo tên của Thánh Phêrô xứ Alcantara, và tên đầy đủ là Pedro de Alcântara Francisco António João Carlos Xavier de Paula Miguel Rafael Joaquim José Gonzaga Pascoal Cipriano Serafim. Ông được mang tước hàm "Dom" (Huân tước) ngay từ khi sinh ra.
Thông qua thân phụ, Hoàng tử Dom João (về sau là Vua Dom João VI), Pedro là thành viên của Nhà Bragança và là cháu nội của Vua Dom Pedro III và Nữ hoàng Dona (Lady) Maria I của Bồ Đào Nha, hai người này vừa là chú cháu mà vừa là vợ chồng. Mẫu thân ông, Doña Carlota Joaquina, là con gái của Vua Carlos IV của Tây Ban Nha. Song thân của Pedro có một cuộc hôn nhân không hạnh phước. Carlota Joaquina là một người đàn bà giàu tham vọng, và luôn suy nghĩ cho tổ quốc Tây Ban Nha, nhiều khi gây thiệt hại cho Bồ Đào Nha. Nổi tiếng không chung thủy với chồng, bà ta thậm chí còn tính đến việc lật đổ đức ông chồng khiến các quý tộc Bồ Đào Nha không vừa lòng.
Là con trai thứ hai (và con thứ tư), Pedro trở thành người thừa kế của phụ thân và nhận phong Vương công xứ Beira sau cái chết của trưởng huynh Francisco António năm 1801. Hoàng tử Dom João làm nhiếp chính cho thân mẫu, Nữ hoàng Maria I, sau khi bà bị tuyên bố là mắc bệnh về tâm thần từ năm 1792. Trước năm 1802, song thân Pedro xích mích với nhau dữ dội; João sống tại Cung điện Quốc gia Mafra và Carlota Joaquina ở Cung điện Ramalhão. Pedro và các anh chị em sống tại Cung điện Queluz với tổ mẫu Maria I, cách xa phụ mẫu, và chỉ được gặp họ trong mấy ngày lễ lớn tại Cung điện Queluz.

### Giáo dục

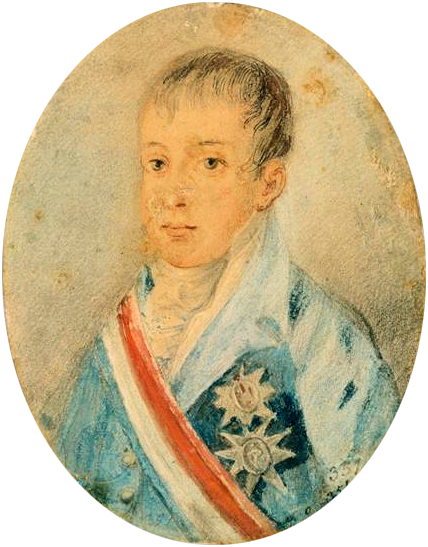
Pedro năm lên 11, 1809

Cuối tháng 11 năm 1807, khi Pedro lên 9, triều đình đào tẩu khỏi Bồ Đào Nha sau khi quân Pháp do Napoleon chỉ huy xâm chiếm Lisbon. Pedro và gia đình đến Rio de Janeiro, thủ đô của Brasil, thuộc địa rộng lớn và giàu có nhất của Bồ Đào Nha, vào tháng 3 năm 1808. Trong chuyến hành trình, Pedro đã đọc quyển Aeneid của Virgil và trò chuyện với phi hành đoàn, học hỏi những kĩ năng đi biển. Tại Brasil, sau một thời gian ngắn ở Cung điện Thành phố, Pedro sống cùng với em trai là Miguel và phụ thân tại Cung điện São Cristóvão (Saint Christopher). Mặc dù không bao giờ thực sự thân thiện với cha, Pedro thương ông và tỏ ra phẫn nộ khi cha mình bị người ta chế giễu vì mấy mối quan hệ bất chính của Carlota Joaquina. Khi trưởng thành, Pedro công khai gọi thân mẫu của mình, người mà ông chỉ cảm thấy khinh thường, là "đồ chó cái". Những trải nghiệm đầu đời về sự phản bội, lạnh lùng và bỏ bê ảnh hưởng lớn đến tính cách của Pedro sau này.
Một ít sự an ủi đối với ông thời niên thiếu đến từ người bảo mẫu, Maria Genoveva do Rêgo e Matos, ông tôn kính bà ta như mẹ ruột, và người quản lý António de Arrábida, sau này là một cố vấn thân tín của ông. Hai người phụ trách nuôi dạy Pedro và cố gắng dành cho ông một nền giáo dục phù hợp. Ông được học các môn như toán học, chính trị kinh tế, logic học, lịch sử và địa lý. Ông không chỉ học nói và viết tiếng Bồ Đào Nha, mà còn học thêm tiếng Latin và Pháp. Ông có thể dịch tiếng Anh và hiểu tiếng Đức. Thậm chí về sau, khi đã lên ngôi hoàng đế, Pedro vẫn dành ít nhất 2 giờ mỗi ngày để đọc sách và nghiên cứu.
Mặc dù có vẻ như khá sâu rộng, nền giáo dục dành cho Pedro dường như vẫn còn thiếu. Sử gia Otávio Tarquínio de Sousa nói rằng Pedro "không nghi ngờ gì, thông minh, nhạy bén [và] kiên nhẫn." Tuy nhiên, sử Roderick J. Barman thuật lại rằng thiên tính của ông "quá bồng bột, quá thất thường, và quá đa cảm". Ông vẫn bốc đồng và không bao giờ biết cách tự kiểm soát bản thân hay đánh giá hậu quả từ những quyết định của mình và thích ứng với sự thay đổi của tình hình xung quanh. Phụ thân ông không bao giờ cho phép bất kì ai phạt ông. Trong kế hoạch học hai giờ một tuần của Pedro, ông đôi khi phá vỡ kế hoạch khi đuổi những gia sư đi để tìm những trò vui khác thú vị hơn.
Ngày 20 tháng 3 năm 1816, Nữ vương Maria băng hà. Phụ thân của Pedro lên kế vị ngai vàng với vương hiệu João VI.

### Hôn nhân thứ nhất

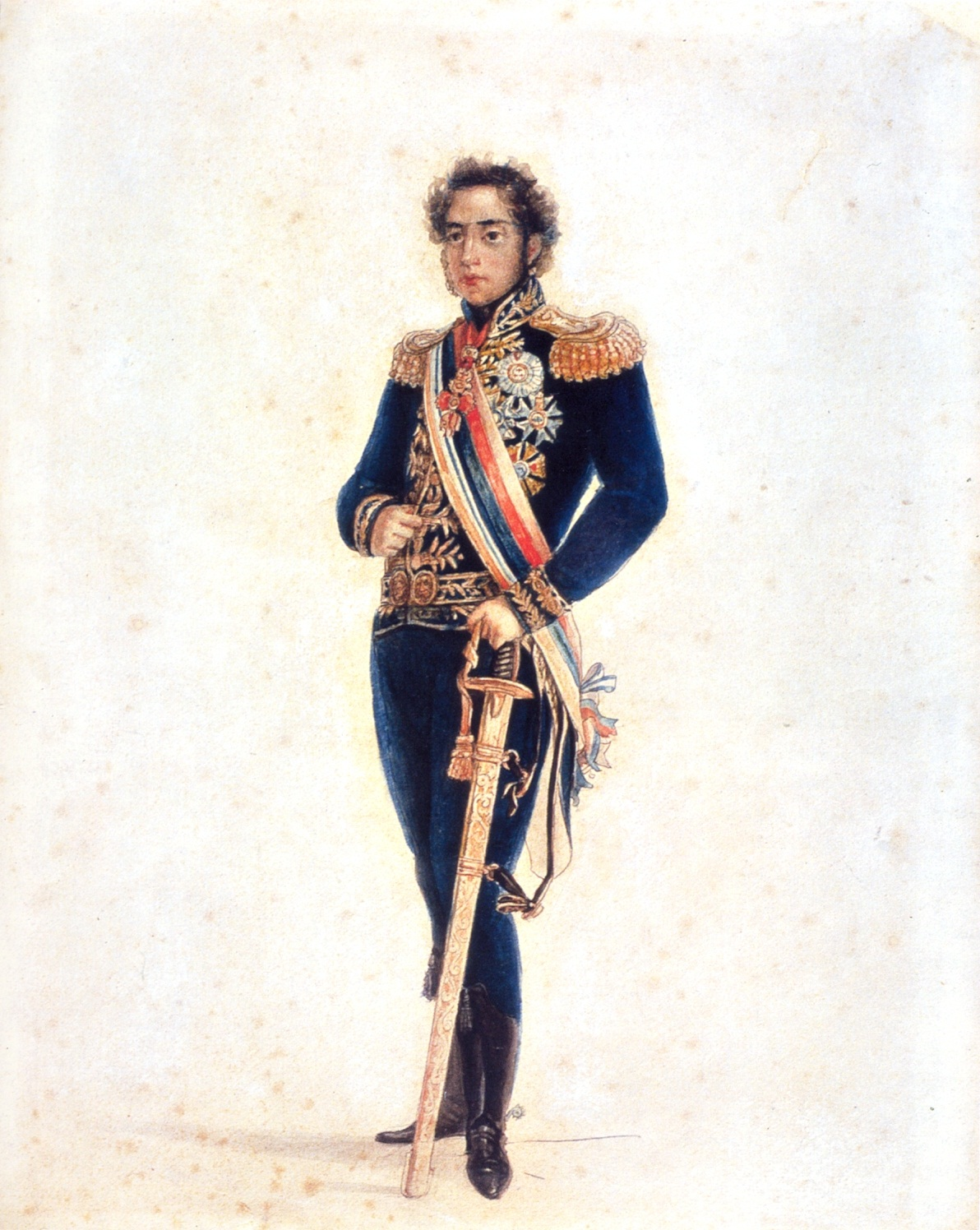
Chân dung Pedro vẽ bởi Jean-Baptiste Debret vào năm ông 18 tuổi, 1816

Hoàng tử hoàn thành tốt những hoạt động ngoại khóa thiên về thể chất, hơn là trong lớp học. Tại nông trại Santa Cruz của phụ thân, Pedro từng huấn luyện ngựa và trở thành một kị sĩ khá và người đóng móng ngựa xuất sắc. Ông và em trai Miguel thích việc đi săn trên những vùng thảo nguyên lạ, băng qua những cánh rừng, thậm chí vào ban đêm hay những khi thời tiết khắc nghiệt. Ông có năng khiếu vẽ và rất khéo tay, làm nhiều sản phẩm điêu khắc và đồ gỗ. Thêm vào đó, ông có niềm đam mê với âm nhạc, và với sự chỉ dẫn của Marcos Portugal hoàng tử trở thành một nhà soạn nhạc khá. Ông có giọng hát hay, và thông thạo nhiều nhạc cụ (gồm piano, flute và guitar), chơi những bản nhạc nổi tiếng và khiêu vũ. Pedro là người khá đơn giản, cả trong những thói quen và quan hệ với người khác. Trừ những dịp quan trọng phải mặc đồ đại triều, trang phục hàng ngày của ông là quần cotton trắng, áo khoác sọc và mũ rơm rộng, thêm áo khoác và chiếc mũ trên đầu trong những dịp quan trọng hơn. Ông thường phải mất thời gian để trò chuyện với mọi người trên đường phố, chú ý đến mối quan tâm của họ.
Tính cách nổi bật của Pedro là luôn tràn đầy năng lượng đến mức thái quá. Ông khá bốc đồng và có khuynh hướng độc đoán và dễ nổi nóng. Dễ dàng chán nản hoặc phân tâm, trong cuộc sống cá nhân, ông tìm cách giải tỏa bằng việc tán tỉnh phụ nữ hoặc đi săn và cưỡi ngựa. Khi cảm thấy khó chịu, ông thường giả trang vi hành, và, thỉnh thoảng giả dạng như một người khách lạ, và đến các tửu quán ở các quận nghèo vùng ngoại ô Rio de Janeiro. Ông hiếm khi uống rượu, nhưng lại có tính háo gái khó có thể bỏ được. Đầu tiên ông quen biết với một vũ công người Pháp tên là Noémi Thierry, và có một đứa con yểu mạng với cô này. Vua João VI bèn đuổi Thierry đi để chuẩn bị cho việc đính ước của Hoàng tử với Nữ Đại Công tước Maria Leopoldina, con gái của Áo hoàng Franz I (trước kia là Franz II, Hoàng đế La Mã Thần thánh).
Ngày 13 tháng 5 năm 1817, Pedro kết hôn qua ủy quyền với Maria Leopoldina. Khi cô dâu đến Rio de Janeiro vào ngày 5 tháng 11, thì ngay lập tức rơi vào tình yêu với Pedro, người duyên dáng và quyến rũ nhiều hơn so với bà tưởng. Sau "nhiều năm sống với ánh mặt trời nhiệt đới, da anh ấy vẫn sáng, má anh ấy hồng." Vị hoàng tử 19 tuổi đẹp trang và có chiều cao trên mức trung bình một ít, với cặp mắt đen sáng và mái tóc nâu sậm. "Ngoại hình ưa nhìn của ông", nói theo cách của sử gia Neill Macaulay, "phụ thuộc nhiều về thái độ, nét kiêu hãnh và thẳng thừng ở độ tuổi vụng về, và sự chải chuốt của ông, thật hoạn hảo. Thích sự khéo léo và sạch sẽ, ông có thói quen tắm thường xuyên của người Brasil." Cuộc hôn nhân, để chứng thực cho đám cưới ủy quyền trước đó, diễn ra vào ngày hôm sau. Bảy đứa con được sinh ra từng cuộc hôn nhân này: Maria (về sau là Nữ hoàng Dona Maria II của Bồ Đào Nha), Miguel, João, Januária, Paula, Francisca và Pedro (về sau là Hoàng đế Dom Pedro II của Brasil).

## Brasil độc lập

### Cách mạng Tự do 1820

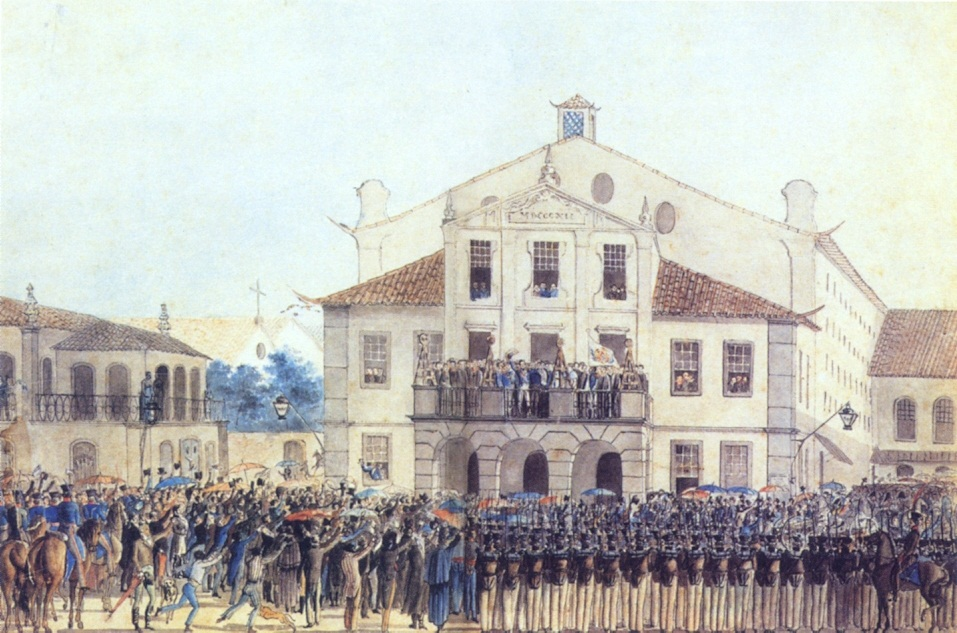
Pedro, lấy danh nghĩa của phụ thân, tuyên thệ trung thành với Hiến pháp Bồ Đào Nha ngày 26 tháng 2 năm 1821. Ông có thể được nhìn thấy ở chính giữa ban công, là người đàn ông đang xách chiếc mũ

Ngày 17 tháng 10 năm 1820, có tin tức truyền đến rằng quân sĩ Bồ Đào Nha tiến hành nổi loạn, dẫn đến cái gọi là Cách mạng Tự do 1820. Quân đội lập ra chính phủ lâm thời, để thay thế cho người nhiếp chính được bổ nhiệm bởi João VI, và triệu tập Cortes— Quốc hội Bồ Đào Nha có từ hàng trăm năm trước, lần này họ được bầu theo thể thức dân chủ với mục tiêu cho ra đời một bản Hiến pháp quốc gia. Pedro thấy ngạc nhiên vì phụ thân không bảo ông cho một lời khuyên, cũng không cho ông về Bồ Đào Nha làm Nhiếp chính để xoa dịu quân cách mạng. Hoàng tử chưa bao giờ được giáo dục để trị vì và cũng chưa từng tham gia vào các hoạt động của nhà nước. Thay vào đó, vai trò này được trao cho chị của ông là Công chúa Maria Teresa: João VI đã nhờ bà cho một lời tư vấn; và phong cho bà quyền thành viên trong Hội đồng Nhà nước.
Pedro phải hứng chịu sự nghi ngờ từ phụ thân và các cố vấn thân cận của nhà vua, tất cả bọn họ đều có khuynh hướng ủng hộ một nền quân chủ tuyệt đối. Ngược lại, hoàng tử được biết đến là người luôn ủng hộ phong trào Tự do và nền quân chủ lập hiến. Ông đã đọc các tác phẩm của Voltaire, Benjamin Constant, Gaetano Filangieri và Edmund Burke. Ngay cả vợ ông là Maria Leopoldina cũng từng nhấn mạnh, "Chồng ta, Chúa phù hộ chúng ta, thích những ý tưởng mới." João VI muốn hoãn chuyến trở về của Pedro càng chậm càng tốt, vì lo sợ một khi ông trở về Bồ Đào Nha, các nhà cách mạng sẽ tôn ông làm vua.
Ngày 26 tháng 2 năm 1821, quân Bồ đóng tại Rio de Janeiro làm binh biến. Cả João VI lẫn chính phủ đều không có hành động nào để chống lại quân nổi loạn. Pedro quyết định hành động theo ý mình và cưỡi ngựa đến gặp lãnh đạo phiến quân. Ông thỏa thuận với họ và thuyết phục thân phụ chấp thuận những yêu sách của họ, bao gồm việc bổ nhiệm nội các mới và tuyên thệ trung thành với Hiến pháp mới của Bồ Đào Nha. Ngày 21 tháng 4, các cử tri thành Rio de Janeiro họp tại Sở Thương mại để bầu lên đại diện của họ trong Cortes (Quốc hội). Một nhóm nhỏ những người cách mạng kích động dùng vũ lực kiểm soát cuộc họp và lập ra chính phủ cách mạng. Một lần nữa, João VI và các bộ trưởng chỉ ngồi nhìn, và nhà vua còn định chấp thuận theo yêu sách của phe Cách mạng trong khi Pedro chủ động hơn và đưa quân đến thiết lập lại trật tự. Dưới áp lực của Quốc hội, João VI và hoàng gia về Bồ Đào Nha ngày 26 tháng 4, để Pedro và Maria Leopoldina ở lại Brasil. Hai ngày trước khi rời đi, nhà vua khuyên con trai rằng nếu phong trào cách mạng nổ ra ở Brasil, thì ông nên đứng về phía họ để đảm bảo quyền lợi cho hoàng tộc, thay vì hành động mạo hiểm

### Độc lập hay là Chết

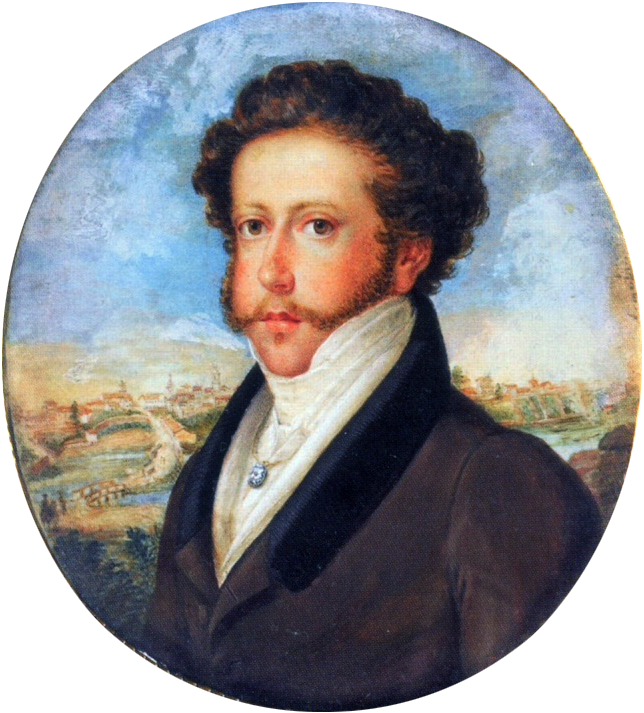
Pedro năm 23 tuổi trên nền Thị trấn São Paulo, tháng 8 1822

Sau khi trở thành Nhiếp chính, Pedro ban hành các sắc lệnh nhằm đảo bảo cho quyền lợi và tài sản của cá nhân mình. Ông cũng giảm chi tiêu của chính phủ và giảm thuế. Ngay cả những nhà cách mạng bị bắt tại Sở Thương mại cũng được trả tự do. Ngày 5 tháng 6 năm 1821, quân đội dưới trướng Tổng Tư lệnh Bồ Đào Nha,
```
Jorge Avilez
 (sau là Bá tước Avilez) nổi dậy, yêu cầu Pedro tuyên thệ trung thành với Hiến pháp Bồ Đào Nha sau khi nó được ban hành. Hoàng tử một mình cưỡi ngựa đến gặp phe nổi dậy. Ông thương lượng một cách bình tĩnh và có chủ ý, nên giành được lòng tôn trọng của quân đội và thành công khi từ chối những yêu cầu thái quá của họ.
[
58
]
[
59
]
 Binh biến này thực chất là một cuộc đảo chính quân sự nhằm biến Pedro thành một người chỉ huy bù nhìn và chuyển quyền lực cho Avilez.
[
60
]
 Hoàng tử chấp nhận nhiều yêu sách mà ông thấy không vừa ý, nhưng cũng cảnh báo đây là lần cuối cùng ông nhượng bộ trước áp lực.
[
59
]
[
61
]
```

Cuộc khủng hoảng lên cao trào đến mức không thể quay đầu khi Quốc hội giải tán chính quyền trung ương ở Rio de Janeiro và ép Pedro về Bồ Đào Nha. Điều này được người Brasil coi là một hành động nhằm sáp nhập lại Brasil vào Bồ Đào Nha—Brasil từ năm 1815 đã không còn là thuộc địa nữa mà được vị thế vương quốc. Ngày 9 tháng 1 năm 1822, Pedro nhận được một đơn thỉnh nguyện gồm 8000 chữ kí xin ông ở lại. Ông đáp, "Vì lợi ích và hạnh phúc lớn lao của Quốc gia, Ta sẵn lòng. Nói với mọi người rằng ta sẽ ở lại." Avilez lại nổi loạn và cố gắng đuổi Pedro về nước. Lần này hoàng tử phản công, tập hợp quân đội Brasil (những người không đứng về phía Bồ Đào Nha trong những cuộc nổi dậy trước đó), các đơn vị dân quân và dân thường có vũ trang. Ít người hơn, Avilez phải đầu hàng và cùng với quân đội của mình bị trục xuất khỏi Brasil.
Trong mấy tháng tiếp theo, Pedro cố gắng duy trì liên minh với Bồ Đào Nha trên danh nghĩa, nhưng sự chia tách dường như không thể tránh khỏi. Được sự ủng hộ của quan Thượng thư có uy tín, José Bonifácio de Andrada, ông tìm kiếm sự hỗ trợ bên ngoài Rio de Janeiro. Hoàng tử đã đến Minas Gerais vào tháng 4 và tới São Paulo vào tháng 8. Ông được chào đón một cách nồng hậu ở tất cả các tỉnh của Brasil, và chuyến đi này đã củng cố uy tín của ông. Khi trở về từ São Paulo, ông được tin vào ngày 7 tháng 9 Quốc hội đã bác bỏ chính phủ tự quản ở Brasil và tiến hành trừng phạt tất cả những người chống đối với họ. "Không bao giờ tránh những hành động kịch tính nhất trong lúc xung đột trực tiếp", Barman nói về hoàng tử, ông "cho rằng cần phải quyết định thay vì đọc mấy lá thư yêu sách." Pedro lên ngựa và, trước mặt những người tùy tùng và lính Cận vệ, ông nói: "Các bạn, Cortes Bồ Đào Nha muốn nô dịch hóa và truy nã chúng ta. Từ ngày hôm nay tất cả ràng buộc chấm hết. Bởi dòng máu, bởi danh dự của ta, và bởi Chúa, ta thề sẽ đem lại độc lập cho Brasil. Những người Brasil, chúng ta hãy cùng hô ta khẩu hiệu ngày hôm nay 'Độc lập hay là chết!'"

### Hoàng đế lập hiến

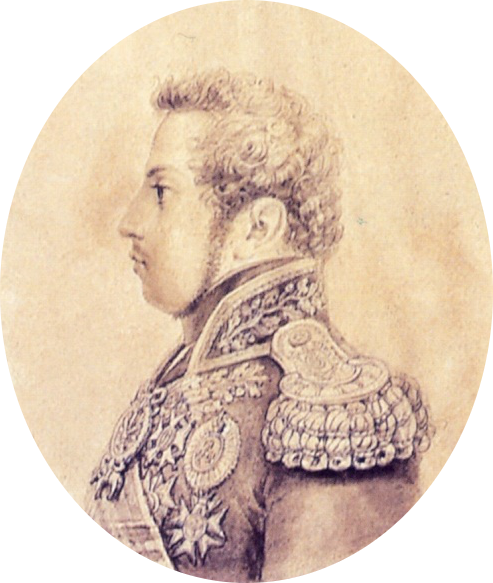
Chân dung Pedro I năm 25 tuổi của Debret, 1823

Hoàng tử được tôn làm Hoàng đế Dom Pedro I vào ngày sinh nhật thứ 24, cùng ngày hôm đó là lễ thành lập Đế quốc Brasil ngày 12 tháng 10. Ông được gia miện vào ngày 1 tháng 12, tại nơi mà ngày nay gọi là Nhà thờ cũ Rio de Janeiro. Thế lực của ông không ngay lập tức đến khắp nơi trên lãnh thổ Brasil. Ông phải ép hàng nhiều tỉnh ở miền bắc, miền đông bắc và miền nam, và đơn vị Bồ Đào Nha cuối cùng đầu hàng vào đầu năm 1824. Trong khi đó, quan hệ giữa Pedro I với Bonifácio dần trở nên tồi tệ. Mọi chuyện trở nên rõ ràng khi Pedro I, với lý do hành động của Bonifácio không đúng đắn, đã sa thải ông ta. Bonifácio sử dụng địa vị để truy tố, tróc nã, bắt giữ và thậm chí trục xuất các kẻ thù chính trị. Trong vài tháng những kẻ thù của Bonifácio đã tìm cách lấy lòng Hoàng đế. Khi Pedro I vẫn còn là Hoàng tử Nhiếp chính, họ dâng lên ông danh hiệu "Người Bảo hộ vĩnh viễn của Brasil" ngày 13 tháng 5 năm 1822. Họ cũng giới thiệu ông vào Hội tự do ngày 2 tháng 8 nơi ông được bầu lên Chủ tịch ngày 7 tháng 10, thay thế cho Bonifácio.
Căng thẳng giữa hoàng quyền với các bộ trưởng cũ ngay lập tức nổ ra tại Hội nghị Lập hiến và Lập pháp, được bầu chọn với mục đích soạn thảo Hiến pháp. Một thành viên của Quốc hội Lập hiến, Bonifácio sử dụng cách mị dân, cáo buộc một âm mưu chính trị từ phía Bồ Đào Nha chống lại quyền lợi của người Brasil — mà Pedro I, người chào đời ở Bồ Đào Nha, có dính lúy đến. Hoàng đế cảm thấy xúc phạm bởi những chỉ trích nhắm vào mình và những người dân chào đời ở Bồ Đào Nha cùng với những lời ám chỉ bóng gió về lòng trung thành của ông với Brasil. Ngày 12 tháng 11 năm 1823, Pedro I ra lệnh giải tán Quốc hội Lập hiến và kêu gọi một cuộc bầu cử mới. Ngày hôm sau, ông thành lập Hội đồng Nhà nước mới để chuẩn bị soạn thảo Hiến pháp. Bản sao của dự thảo được gửi đến Hội đồng của tất cả các địa phương, và đại đa số phiếu ủng hộ việc thông qua bản dự thảo ngay lập tức để nó trở thành Hiến pháp của đế quốc.
Quân nổi dậy ở Ceará, Paraíba và Pernambuco tìm cách li khai khỏi Brasil và liên minh với nhau, gọi là Liên minh Equator. Pedro I tìm cách trấn áp quân phiến loạn một cách hòa bình không đổ máu, song không thành. Ông nói trong phẫn nộ: "Những sự sỉ nhục từ Pernambuco cần phải giải quyết thế nào? Chắc chắn phải trừng phạt, sự trừng phạt để làm gương cho tương lai." Phe nổi dậy không bao giờ có thể kiểm soát được các tỉnh của họ, và nhanh chóng bị trấn áp. Trước cuối năm 1824, cuộc nổi dậy bị đánh dẹp. 16 người khởi loạn bị xét xử và hành quyết, còn những người khác được Hoàng đế xá miễn cho.

## Khủng hoảng trong ngoài

### Vấn đề vương vị Bồ Đào Nha

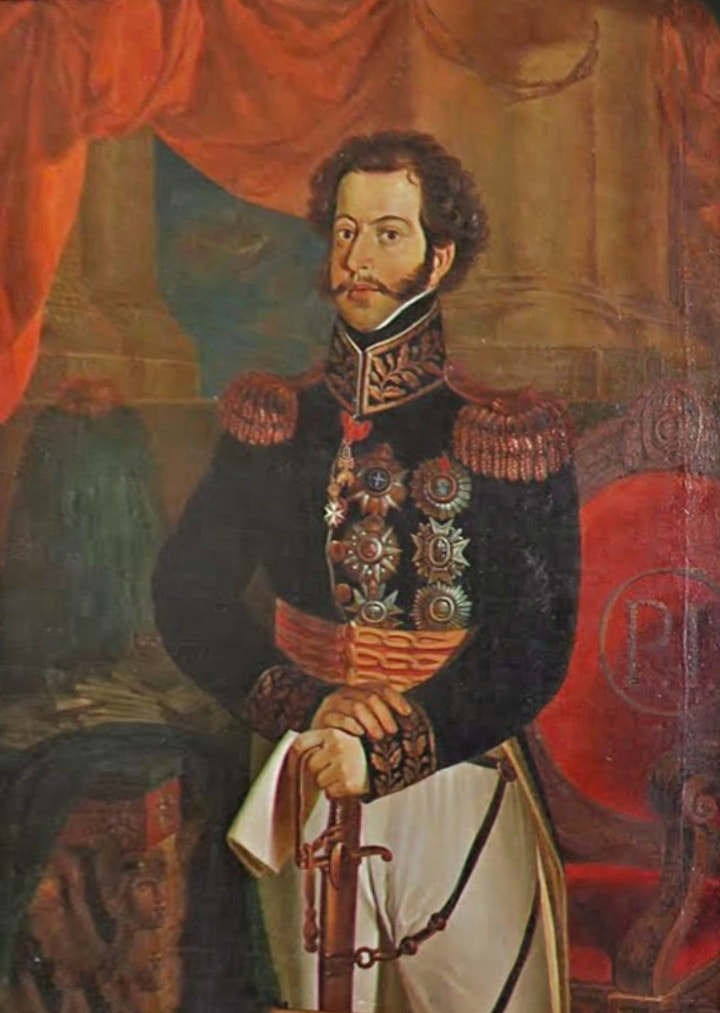
Pedro I năm 27 tuổi trong chuyến công du tới Salvador, tỉnh Bahia, tháng 3 năm 1826

Sau quá trình đàm phán căng go, Bồ Đào Nha kí thỏa thuận vào ngày 29 tháng 8 năm 1825 công nhận nền độc lập của Brasil. Ngoài việc công nhận sự li khai, hiệp ước đòi hỏi phía Brasil phải nộp một khoản tiền lớn, bao gồm cả tiền bồi thường theo cho phía Bồ Đào Nha, song không có yêu sách nào khác. Tiền bồi thường được trả cho những người dân Bồ cư trú ở Brasil vì những mất mát họ gặp phải, chẳng hạn như việc tài sản bị tịch thu. João VI cũng có quyền tự xưng là hoàng đế Brasil. Một điều xấu hổ cho phía Brasil là hiệp ước tỏ ra rằng nền độc lập là một hành động thương hại của João VI, thay vì đàn áp quân nổi dậy Brasil bằng vũ lực. Tệ hơn là, phía Anh tự coi mình có công thúc đẩy hòa bình bằng việc dàn xếp đàm phán, đã buộc Brasil phải ký riêng với mình một hiệp ước trao quyền tự do thương mại trên đất Brasil cho phía Anh, và Brasil phải đồng ý xóa bỏ việc buôn bán nô lệ châu Phi trong vòng bốn năm. Những thỏa thuận này đều tổn hại nghiêm trọng đến nền kinh tế Brasil.
Vài tháng sau, Hoàng đế nhận được tin rằng phụ vương của ông đã giá băng ngày 10 tháng 3 năm 1826, và do đó ông kế vị ngai vàng với vương hiệu Dom Pedro IV. Nhận thất rằng việc tái hợp Brasil và Bồ Đào Nha sẽ không nhận được sự ủng hộ từ cả hai nước, ông nhanh chóng từ bỏ ngai vàng Bồ Đào Nha vào ngày 2 tháng 5 và truyền vị cho trưởng nữ, tức là Nữ hoàng Dona Maria II. Khi thoái vị ông cũng đưa ra điều kiện là: Bồ Đào Nha phải chấp nhận Hiến pháp cho ông soạn thảo và Maria II phải cưới em trai ông là Miguel. Ngay cả khi đã thoái vị, Pedro I vẫn tiếp tục can thiệp vào công việc nội bộ triều đình Bồ Đào Nha như một vị vua vắng mặt, chẳng hạn như là sắp xếp các cuộc hẹn. Ông cảm thấy khó khăn khi vừa phải giữ địa vị hoàng đế Brasil vừa phải phân tâm bảo vệ quyền lợi của con gái mình ở Bồ Đào Nha.
Miguel chỉ giả bộ tuân theo kế hoạch của Pedro I. Sau khi ông ta tự xưng Nhiếp chính vương đầu năm 1828, nhận được hậu thuẫn từ thân mẫu Carlota Joaquina, liền hủy bỏ Hiến pháp, và không lâu sau đó được phe Chuyên chế ủng hộ, xưng là Vua Dom Miguel I. Đau khổ vì sự phản bội của người em trai mà mình tin tưởng, Pedro I còn bị những người chị em ruột của mình chống lại, đó là Maria Teresa, Maria Francisca, Isabel Maria và Maria da Assunção, họ đều theo phe Miguel I. Chỉ có cô em gái út, Ana de Jesus, còn ủng hộ ông, và sau đó Công chúa đi đến Rio de Janeiro yết kiến hoàng huynh. Với lòng hận thù và sự tin tưởng vào tin đồn rằng Miguel I đã giết chết phụ thân, Pedro I chuyển mục tiêu sang Bồ Đào Nha và cố gắng tranh thủ sự ủng hộ của quốc tế dành cho con gái ông Maria II.

### Chiến tranh và góa vợ

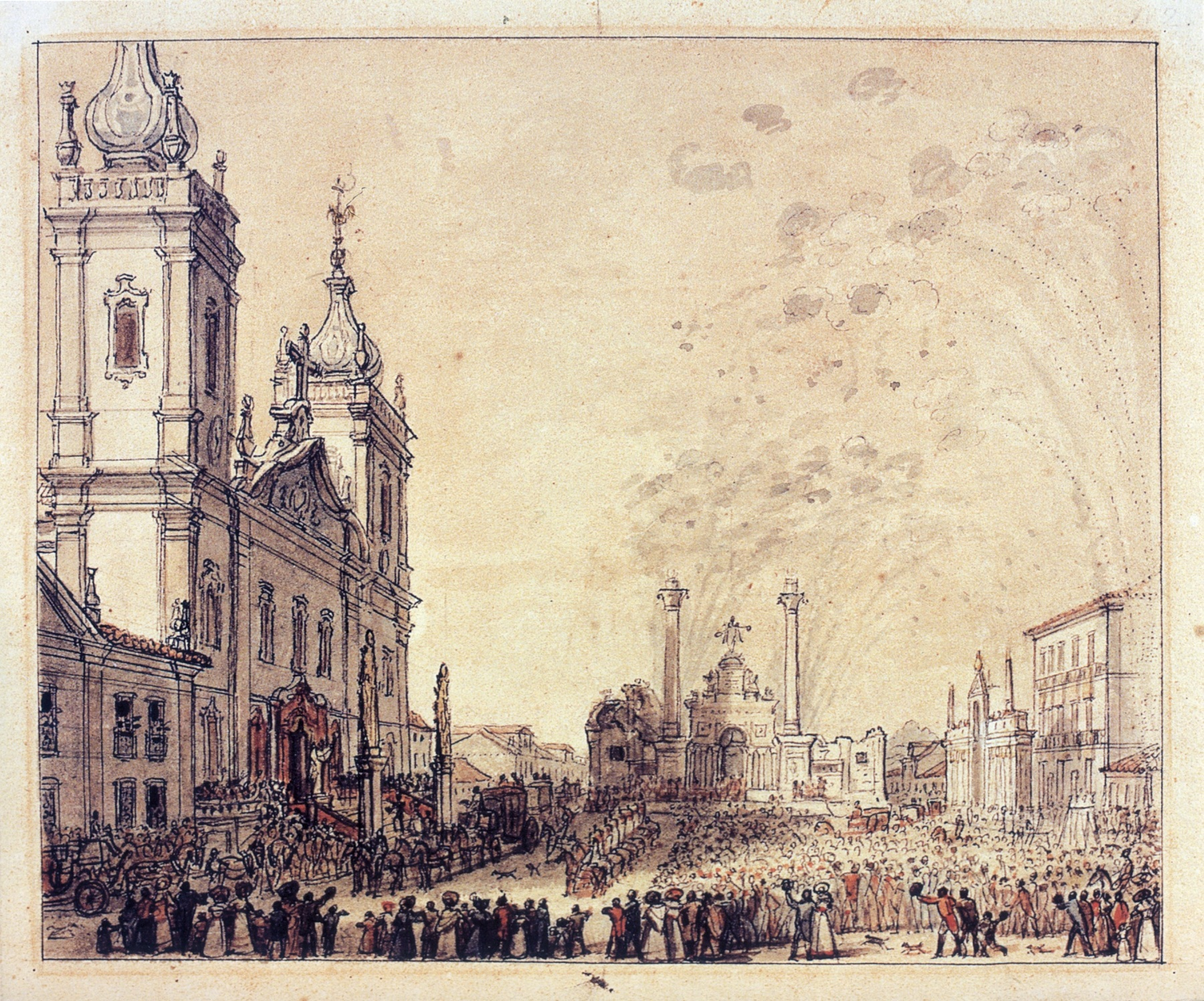
Lễ hội tại Quảng trường São Francisco de Paula, thành Rio de Janeiro, chào đón Pedro I trở về từ Bahia, 4 tháng 4 năm 1826

Được hậu thuẫn bởi Các tỉnh Liên hiệp Río de la Plata (nay là Argentina), một phe đảng nhỏ tuyên bố tỉnh Cisplatina ở miền cực Nam Brasil độc lập vào tháng 4 năm 1825. Chính phủ Brasil ban đầu chỉ coi nỗ lực li khai chỉ là một cuộc phiến loạn nhỏ. Vài tháng sau tình hình trở nên khó giải quyết khi Các tỉnh Liên hiệp đưa lực lượng đến trợ giúp Cisplatina. Để trả đũa, Đế quốc tuyên bố chiến tranh vào tháng 12, gọi là Chiến tranh Cisplatina. Hoàng đế ngự giá đến tỉnh Bahia (thuộc miền bắc Brasil) vào tháng 2 năm 1826, dẫn theo vợ ông và con gái Maria. Hoàng đế được người dân Bahia đón tiếp nồng nhiệt. Chuyến công du này nhằm mục đích tìm kiếm sự ủng hộ cho nỗ lực chiến tranh.
Trong đoàn tùy tùng của hoàng gia còn có Domitila de Castro (sau là-Tử tước phu nhân rồi Hầu tước phu nhân xứ Santos), người tình được sủng ái nhất của Pedro I từ sau lần gặp mặt đầu tiên giữa họ năm 1822. Dù không bao giờ trung thành với Maria Leopoldina, trước nay ông luôn cẩn thận che giấu mối quan hệ ngoài luồng với những người phụ nữ khác. Tuy nhiên, sự say mê của ông đối với nhân tình mới đã "trở nên trắng trợn và quá giới hạn", trong khi vợ ông phải chịu đựng sự coi thường và trở thành đối tượng của những tin đồn. Pedro I đối xử ngày càng thô bạo và hèn hạ với Maria Leopoldina, giảm chi tiêu của bà, cấm túc bà trong cung điện và buộc bà phải cho Domitila xuất hiện trong đoàn tùy tùng của mình. Vào thời gian này, phu nhân Domitila cùng gia đình và bạn bè bà ta đã lợi dụng sự sủng ái của ông để mưu lợi cho mình. Những kẻ đang muốn tranh thủ sự ủng hộ của hoàng đế cho những kế hoạch của mình đều tìm đến bà ta, thay vì đi con đường đường hoàng, chính đáng.
Ngày 24 tháng 11 năm 1826, Pedro I giong buồm từ Rio de Janeiro đến São José thuộc tỉnh Santa Catarina. Từ đây ông lái xe tới Porto Alegre, thủ phủ tỉnh Rio Grande do Sul, nơi lực lượng chính đang đóng ở đó. Khi ông đến nơi vào ngày 7 tháng 12, Hoàng đế nhận thấy tình hình quân đội tồi tệ hơn nhiều so với những gì mà ông mong đợi. Ông "phản ứng bằng thói quen của mình: thông qua hàng loạt mệnh lệnh, sa thải những quan chức tham nhũng và không đủ năng lực, kết nghĩa anh em với quân đội, và chán nản với tình hình quân sự và dân sự." Sau đó ông trở về Rio de Janeiro khi được tin Maria Leopoldina qua đời vì biến chứng sau cơn sẩy thai. Có tin đồn được lan truyền đi trong quần chúng là bà chết vì bị đánh đập bởi Pedro I. Trong khi đó, chiến tranh vẫn tiếp diễn không mấy khả quan cho phe Đế quốc. Pedro I từ bỏ Cisplatina vào tháng 8 năm 1828, và tỉnh này trở thành quốc gia độc lập Uruguay.

### Tái hôn

Hôn lễ của Pedro I với Amélie xứ Leuchtenberg. Đứng kế bên ông, là các con của ông với Maria Leopoldina, từ trước ra sau: Pedro, Januária, Paula và Francisca

Sau cái chết của hoàng hậu, Pedro I nhận ra rằng mình đã cư xử tệ bạc với vợ, và quan hệ giữa ông với Domitila bắt đầu rạn nứt. Maria Leopoldina, không như những thị thiếp bên ngoài, rất được thần dân yêu mến, tận tụy và thương yêu chồng mà không cần đáp lại. Hoàng đế rất nhớ bà, và cảm giác mất mát và hối hận đó khiến ông bị ám ảnh mỗi khi ở bên Domitila. Một ngày nọ Domitila nhìn thấy ông đang ngồi khóc và ôm bức chân dung của người vợ quá cố, mà ông từng tuyên bố là con quỷ khó coi nhất mà ông từng thấy. Sau đó, Hoàng đế rời khỏi giường và hét lên với Domitila: "Hãy ra khỏi đây! Trẫm biết trẫm đã sống một cuộc sống không xứng đáng với một quân vương. Ta không thể vơi đi những ý nghĩ về hoàng hậu." Ông không quên những đứa con của mình còn nhỏ đã mất mẹ, nhiều lần ông ôm cậu con trai nhỏ Pedro vào lòng và nói: "Cậu bé tội nghiệp, mày là một hoàng tử khổ sầu nhất trong cuộc đời này."
Theo lệnh của Pedro I, Domitila rời Rio de Janeiro ngày 27 tháng 6 năm 1828. Ông dự tính tái hôn và làm lại một người tối hơn. Thậm chí ông còn cố giải thích cho nhạc phụ về lòng thành tâm của mình, bằng lời lẽ trong một bức thư "Xưa tôi có tính hung dữ, và tôi sẽ không mắc phải những sai lầm đó một lần nữa, với tất cả lòng hối hận tôi mong sự khoan thứ từ Chúa". Tuy nhiên Franz I không tin những lời này. Hoàng đế Áo, vẫn còn phẫn nộ vì việc con gái mình bị Pedro chà đạp, rút hết mọi sự ủng hộ dành cho Pedro I ở cả Brasil và Bồ Đào Nha. Bởi vì danh tiếng của Pedro I ở châu Âu không mấy tốt đẹp, do những vụ bê bối trước đó, rất nhiều nữ quý tộc châu Âu từ chối lời cầu hôn của ông. Lòng tự ái bị tổn thương, ông cho phép nhân tình cũ trở về, và bà ta về triều vào ngày 29 tháng 4 năm 1829, gần một năm sau khi rời đi.
Tuy nhiên, khi thỏa thuận hôn nhân cuối cùng đã được sắp xếp, Hoàng đế chấm dứt quan hệ với Domitila. Bà ta trở về quê nhà São Paulo ngày 27 tháng 8 và ở đó luôn. Mấy ngày trước đó, ngày 2 tháng 8, Hoàng đế kết hôn ủy quyền với Amélie xứ Leuchtenberg. Ông bị hớp hồn bởi vẻ đẹp của bà sau lần gặp mặt đầu tiên. Lời thệ ước được phê chuẩn tại Thánh lễ Nuptial ngày 17 tháng 10. Amélie được coi là tốt bụng và thương yêu các con của ông và trở thàn một nhân tố cần thiết cho gia đình và danh dự của Pedro trước công chúng. Sau khi Domitila bị đuổi, Hoàng đế cố gắng thay đổi hành vi của mình theo chiều tích cực hơn. Ông không gây ra thêm rắc rối tình ái và trung thành với người vợ mới. Trong một nỗ lực để giảm nhẹ và trốn tránh các sai lầm trong quá khứ, ông tiến hành hòa giải với Bộ trưởng và cố vấn cũ José Bonifácio.

## Giữa Bồ Đào Nha và Brasil

### Khủng hoảng liên tiếp

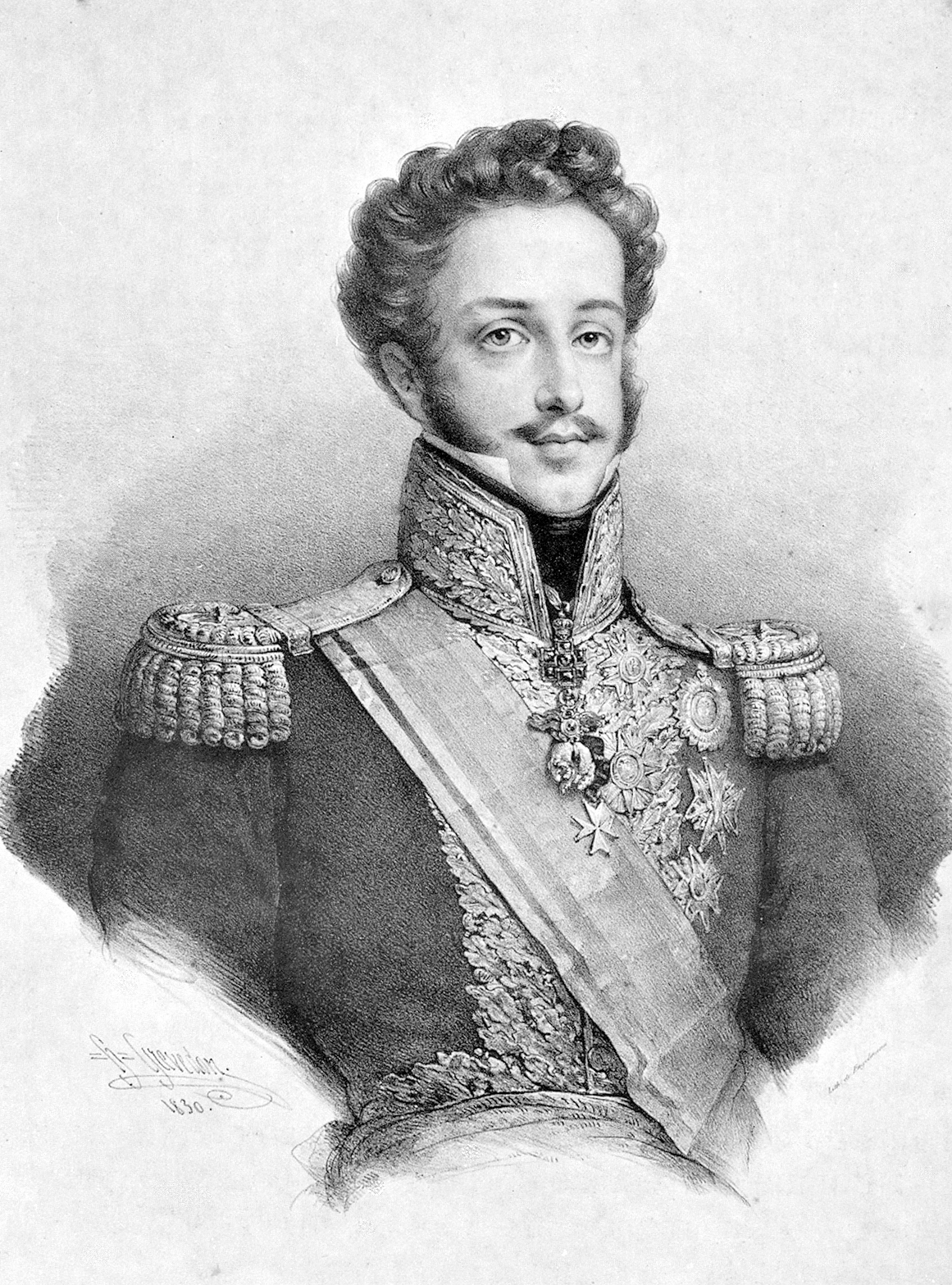
Pedro I ở tuổi 32, 1830.

Từ khi Quốc hội Lập hiến thành lập năm 1823, và tiếp đó là sự thành lập của Đại Hội đồng (Nghị viện Brasil), đã có một cuộc tranh luận sự phân chia quyền lực giữa Hoàng đế và cơ quan lập pháp trong chính phủ. Một bên là những người cùng quan điểm với Pedro I, các chính trị gia này ủng hộ vua có quyền tự do bổ nhiệm các Bộ trưởng, đề xuất các chính sách quốc gia và trực tiếp điều hành chính phủ. Phe đối lập, sau gọi là Đảng Tự do, cho rằng nội các có quyền điều hành chính phủ và được lập ra từ Đảng có số ghế cao nhất trong viện Nghị. Trên thực tế, các đảng đều ủng hộ Pedro I, Đảng Tự do ủng hộ Chủ nghĩa Tự do, và nền quân chủ lập hiến.
Dù cho những thất bại của trên tư cách nhà cai trị, Pedro vẫn tôn trọng Hiến pháp: không nhúng tay vào các cuộc bầu cử hay bỏ phiếu tín nhiệm, từ chối thi hành quyền phủ quyết các luật được Nghị viện thông qua, và không hạn chế tự do ngôn luận. Mặc dù nắm nhiều đặc quyền, ông không bao giờ giải tán Hạ viện và kêu gọi một bầu cử mới ngay cả khi Hạ viện chống đối quyết định của ông hay trì hoãn việc lập pháp. Các tờ báo tự do và những quyển sách nhỏ công khai chỉ trích Pedro về những hành động có thực chẳng hạn như ông dành mối quan tâm cho Bồ Đào Nha nhiều hơn Brasil và cả những cáo buộc sai trái, chẳng hạn như ông có âm mưu đàn áp Hiến pháp và tái hợp Brasil vào Bồ Đào Nha. Theo những người Tự do, những người bạn của Hoàng đế chào đời ở Bồ Đào Nha, bao gồm Francisco Gomes da Silva, người có biệt danh "the Buffoon", đứng đằng sau nhiều âm mưu và đã lập ra cái gọi là "tủ bí mật". Không ai trong số những người này quan tâm đến những tin đồn, và không có bất kì hành động đàn áp Hiến pháp hay tái sáp nhập nào được tiến hành cả.
Những người Tự do mặt khác lại chỉ trích quan điểm của Pedro I về người nô lệ. Hoàng đế thực ra có ý định dần dần sẽ bãi bỏ chế độ nô lệ. Tuy nhiên, chính phủ Lập hiến lại nằm trong tay Hội đồng gồm phần lớn thành viên thuộc giai cấp chủ nô, những người này sống dựa vào đất đai và sức lao động của nô lệ, vì thế không tán thành bãi nô. Hoàng đế quyết định dùng đạo đức thuyết giải cho họ, và trao đất cho những người nô lệ được giải phóng. Pedro I cũng có những ý tưởng tiến bộ khác. Khi ông tuyên bố ở lại Brasil vào ngày 9 tháng 1 năm 1822, và quần chúng muốn tôn vinh ông bằng cách tháo con ngựa ra khỏi xe và cho người kéo, song Hoàng tử Chấp chính từ chối. Câu trả lời của ông là một sự tố cáo về quyền tối thượng của các vị vua và thành kiến về chủng tộc trong tầng lớp quý tộc: "Trẫm đau lòng khi thấy đồng bào của mình thề nguyện cống hiến cho một kẻ cống vật như Thần thánh, Trẫm biết rằng dòng máu của mình có cùng màu với người da đen."

### Thoái ngôi

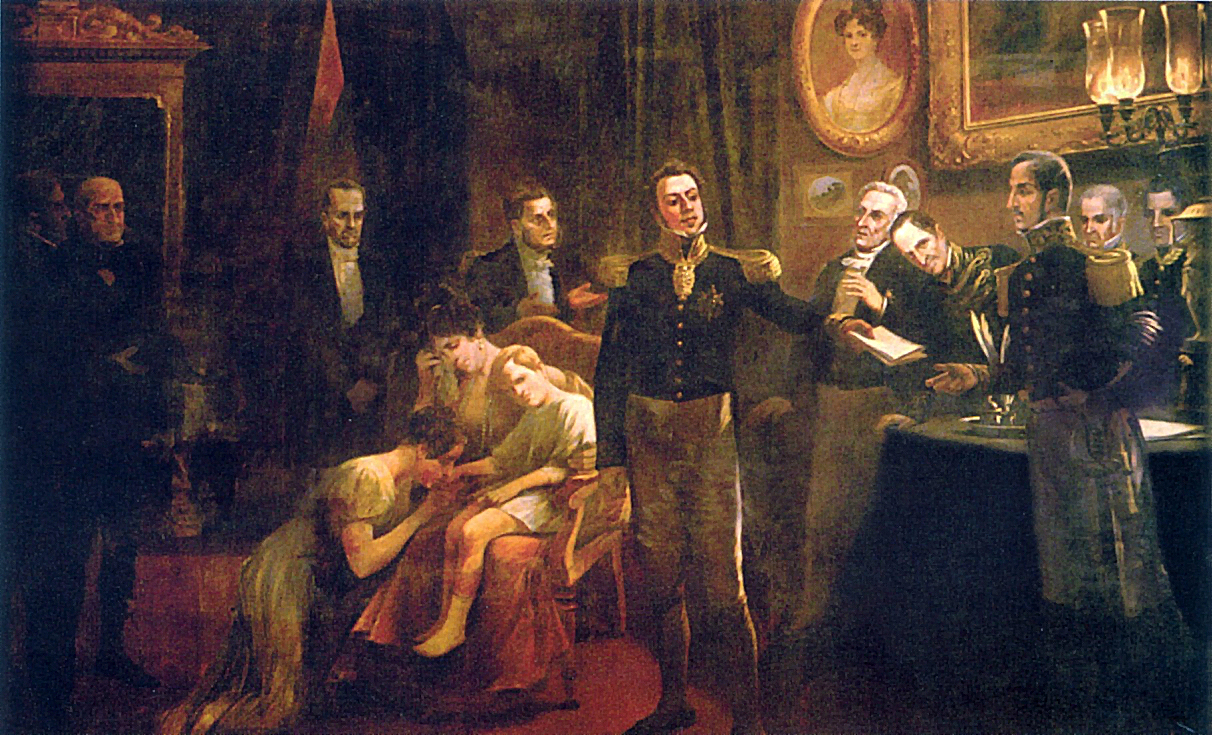
Pedro I kí chiếu thư thoái vị ngày 7 tháng 4 năm 1831.

Hoàng đế nỗ lực để xoa dịu Đảng Tự do, dẫn đến những thay đổi quan trọng. Ông ủng hộ cho một luật năm 1827 quy định và quyền hạn và trách nhiệm của các quan chức. Ngày 19 tháng 3 năm 1831, ông triệu tập một nội các từ các chính trị gia đối lập, cho phép họ nắm quyền lực lớn hơn trong Nghị viện Chính phủ. Cuối cùng, ông tỏ thái độ của mình về vấn đề châu Âu với Francisco Gomes và những người bạn chào đời ở Bồ Đào Nha khác, để dập tắt tin đồn về "tủ bí mật". Thất vọng thay, những biện pháp đó không ngăn được sự chống đối đến từ phe Tự do trong chính phủ ở cả Brasil và quê hương Bồ của ông. Bực bội với sự ngoan cố của họ, ông dần trở nên chán nản khi phải đối mặt với việc chính sự.
Trong khi đó, những người Bồ lưu vong thuyết phục ông từ bỏ Brasil và hướng sự chú ý sang ngai vàng của con gái ông ở Bồ Đào Nha. Theo như Roderick J. Barman, "[trong] những lúc khẩn cấp Hoàng đế trở nên điềm tỉnh, tháo vát và kiên định khi hành động. Dưới nền quân chủ lập hiến, đầy những sự mệt mỏi, thận trọng, và phải đứng giữa nhiều phe phái, không phù hợp với tính cách của ông." Về mặt khác, sử gia này nhận xét, ông "Bằng việc về Bồ Đào Nha ông có thể giải thoát khỏi sự đè nén bấy lâu, thể hiện tinh thần hiệp sĩ và tự phủ nhận của mình, nêu cao luật Hiến pháp, và tự do làm những gì mình thích."
Ý kiến thoái vị và trở về Bồ dần cắm rễ trong đầu ông, và, từ đầu năm 1829, ông thường nói về điều đó. Cơ hội để thực hiện mong muốn này sớm đến. Những người cấp tiến trong Đảng Tự do tập hợp quần chúng xuống đường để công kích cộng đồng người Bồ ở Rio de Janeiro. Vào ngày 11 tháng 3 năm 1831, trong sự kiện " noite das garrafadas " (đêm của những mảnh chai vỡ), người Bồ Đào Nha trả đũa và bạo loạn nổ ra khắp các ngả đường trong thủ đô. Ngày 5 tháng 4, Pedro I sa thải Nội các Tự do được thành lập từ ngày 19 tháng 3, với lý do họ không đủ khả năng vãn hồi trật tự. Một cuộc biểu tình quy mô lớn do phe Cấp tiến tổ chức, tập trung tại trung tâm thủ đô Rio de Janeiro vào trưa chiều ngày 6 tháng 4 và yêu cầu khôi phục lại nội các vừa mới bị bãi nhiệm. Hoàng đế đáp: "Trẫm làm mọi thứ cho người dân nhưng không bị người ta ép buộc." Ít lâu sau buổi tối, lực lượng quân đội, bao gồm cả những người bảo vệ an toàn cho ông, đã rời bỏ ông và về phe biểu tình. Chỉ sau đó ông mới nhận ra mình bị cô lập khỏi mọi thứ ở Brasil, và một hành động khiến người ta bất ngờ, ông xuống chiếu thoái vị vào đúng 03:00 ngày 7 tháng 4. Khi trao chiếu thư thoái vị cho cấp dưới để gửi đi, ông nói: "Giờ ngươi đã có thư thoái vị của trẫm. Trẫm sẽ về châu Âu và rời khỏi đất nước mà trẫm yêu rất nhiều, đến giờ vẫn còn yêu."

## Trở lại châu Âu

### Chiến tranh Phục hoàng

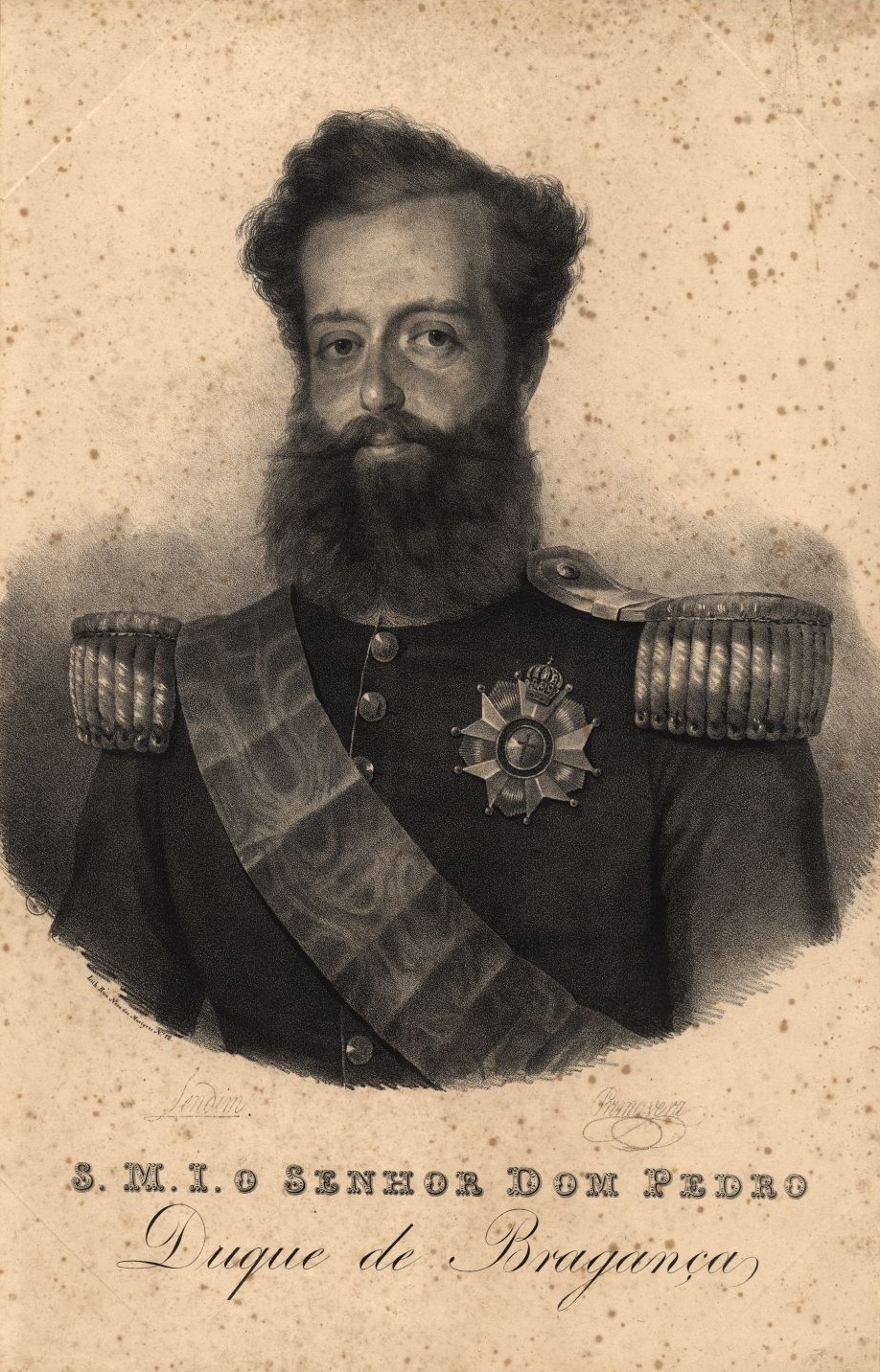
Pedro, Quận công xứ Bragança, ở tuổi 35, 1833. Sau khi tiến hành xâm lược Bồ Đào Nha, ông và những người lính đã thề không cạo râu cho đến ngày Maria II giành lại ngai vàng

Vào buổi sáng ngày 7 tháng 4, Pedro cùng vợ và những người khác, bao gồm con gái Maria II và em gái Ana de Jesus, được hộ tống lên con tàu chiến HMS Warspite của Anh. Nhưng chiếc tàu này vẫn ở Rio de Janeiro, không nhổ neo, và, đến ngày 13 tháng 4, cựu hoàng đế đi đến châu Âu trên con tàu HMS Volage. Ông đến Cherbourg-Octeville, nước Pháp, vào ngày 10 tháng 6. Trong mấy tháng sau đó, ông thường đi lại giữa Pháp và Anh. Dù được chào đón nồng nhiệt, song ông không nhận được sự ủng hộ thực sự nào từ chính phủ các nước. Nhận thấy bản thân đang ở tình huống khó xử vì không có trong tay bất kì tước hiệu nào của Hoàng gia Brasil và Hoàng gia Bồ Đào Nha, Pedro tự xưng là Quận công xứ Bragança ngày 15 tháng 6. Mặc dù đáng lý danh hiệu phải để trống để dành cho người con trai trưởng của Maria II còn chưa chào đời, nhưng sự tuyên bố của ông nhận được sự công nhận rộng rãi. Ngày 1 tháng 12, đứa con gái duy nhất của ông với Amélie, Maria Amélia, chào đời ở Paris.
Ông vẫn không quên những đứa con còn ở Brasil. Ông thường viết thư cho chúng để bày tỏ lòng nhớ con của mình và căn dặn họ học hành cho tử tế. Không lâu trước khi thoái ngôi, Pedro nói với con trai cũng là người kế vị rằng: "Ta muốn rằng em trai ta Miguel và ta là những người kém giáo dục cuối cùng của nhà Bragança". Charles Napier, một tướng Hải quân phục vụ dưới trướng của Pedro trong những năm 1830, nhận xét rằng "những phẩm chất tốt đẹp của ông là do tự bẩm sinh; những phẩm chất xấu là do giáo dục; và không có ai có ý thức về điều đó hơn chính bản thân ông." Trong những lá thư gửi cho Pedro II, ông thường dùng những ngôn ngữ mà cậu bé khó thể nào hiểu được, và các sử gia cho rằng đó là những tư vấn của ông dành cho con và nhà vua trẻ có thể có thể hiểu được nó sau khi trưởng thành.
Khi ở Paris, Quận công Bragança gặp gỡ và kết bạn với Gilbert du Motier, Hầu tước de Lafayette, một cựu chiến binh trong Chiến tranh Cách mạng Hoa Kỳ, người sau này trở thành một trong số những người ủng hộ ông nhiệt tình. Pedro từ biệt gia đình, Lafayette và 200 người ủng hộ vào ngày 25 tháng 1 năm 1832. Ông quỳ xuống trước Maria II và nói: "Con gái của ta, ta là vị tướng Bồ Đào Nha sẽ giữ gìn quyền lợi và khôi phục lại ngai vàng cho con." Cô bé ôm chầm lấy ông trong nước mắt. Pedro giong buồm đến Azores thuộc Đại Tây Dương, thuộc địa duy nhất của Bồ Đào Nha vẫn còn trung thành với nữ hoàng Maria. Sau vài tháng chuẩn bị, ông đổ bộ lên đất Bồ, chiếm lấy thành phố Porto mà không gấp phải sự chống đối nào, đó là ngày 9 tháng 7. Ông lãnh đạo một đội quân nhỏ gồm những nhà tự do Bồ Đào Nha, chẳng hạn như Almeida Garrett và Alexandre Herculano, cùng với lính đánh thuê từ nước khác và những người tình nguyên như cháu của Lafayette, Adrien Jules de Lasteyrie.

### Cái chết

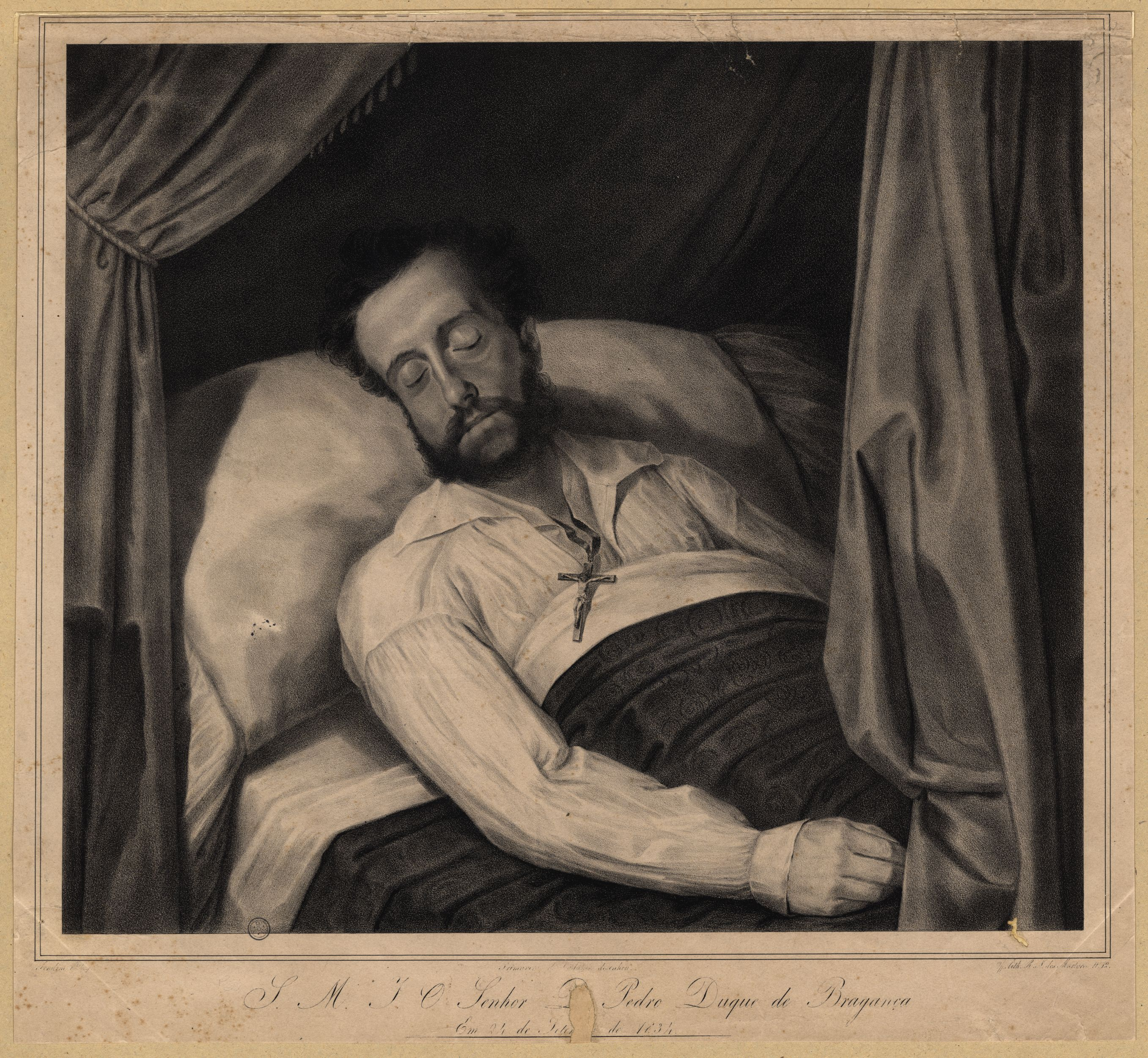
Pedro trên giường bệnh, 1834.

Với số quân ít ỏi và chênh lệch nhiều so với đối phương, Pedro cùng quân đội Tự do của mình bị vây ở Porto trong hơn một năm. Đầu năm 1833, ông nhận được tin từ triều đình Brasil rằng con gái ông Paula đã chết. Mấy tháng sau, tức tháng 9, ông gặp Antônio Carlos de Andrada, anh trai của Bonifácio đến từ Brasil. Là đại diện của Đảng Phục hồi, Antônio Carlos cầu xin Quận công xứ Bragança trở về Brasil và cai trị với tư cách Nhiếp chính vì con trai ông còn nhỏ. Pedro cho rằng Đảng Phục hồi chỉ coi ông như một công cụ giúp họ nắm quyền, và từ chối Antônio Carlos bằng cách đưa ra những yêu cầu mà họ không thể thực hiện, để xác định coi tất cả người Brasil, hay chỉ một phe phái nhỏ, thực sự muốn ông trở lại. Ông nhấn mạnh rằng bất cứ ai yêu cầu ông trở về làm Nhiếp chính đều có giá trị hiến pháp. Ý muốn của mọi người dân phải được chuyển lên thông qua đại diện địa phương của họ và sắc lệnh của ông phải luôn được Đại hội đồng thông qua. Phải làm theo điều đó, và "phải có phái đoàn đại diện Nghị viện Brasil đến trình bày việc chính sự đến cho ông ở Bồ Đào Nha" thì ông mới nhận lời.
Trong chiến tranh, Quận công xứ Bragança trèo lên từng khẩu pháo, đào hố, chăm sóc người bị thương, ăn chung với quân sĩ và luôn chiến đấu hết mình khi những người lính bên cạnh bị đại bác bắn và thổi bay. Cuộc chiến của ông gần như thất bại cho đến khi ông có bước đi mạo hiểm bằng cách phân tán lực lượng và gửi một phần quân đổ bộ vào miền nam Bồ Đào Nha. Họ chinh phạt Algarve, sau đó thẳng tiến lên phía bắc đến Lisbon, thành phố này đầu hàng vào ngày 24 tháng 7. Pedro cố gắng thu phục những vùng còn lại, nhưng khi chiến thắng sắp đến gần thì cậu của ông là Hoàng tử Don Carlos, người đang tranh chấp ngai vàng Tây Ban Nha với Nữ vương Doña Isabel II, can thiệp vào. Cuộc xung đột lan rộng khắp Bản đảo Iberia, tức là Chiến tranh Carlist lần thứ nhất, Quận công xứ Bragança liên minh với quân đội tự do Tây Ban Nha trung thành với Isabel II và đánh bại cả Miguel I và Carlos. Một hiệp định hòa bình được kí kết ngày 26 tháng 5 năm 1834, theo đó Miguel phải giao lại ngai vàng cho Maria và bị trục xuất khỏi đất nước.
Trừ việc mắc bệnh động kinh trong một vài năm, sức khỏe của Pedro vẫn tương đối tốt. Tuy nhiên chiến tranh làm suy kiệt thể lực của ông và năm 1834 ông chết vì bệnh lao phổi. Ông phải nắm trên giường bệnh tại Cung điện hoàng gia Queluz từ ngày 10 tháng 9. Pedro viết một lá thư cho người Brasil, trong thư ông đề nghị họ hãy dần dần bãi bổ chế độ nô lệ. Ông cành báo rằng: "Chế độ nô lệ là độc ác, nó chống lại mọi quyền và phẩm giá của con người, nhưng hậu quả của nó đối với những ngườii nô lệ khó nhận thấy được vì luật Quốc gia chấp nhận nó. Nó như một căn bệnh ung thư ăn mòn đạo đức." Sau một thời gian dài đau đớn vì bệnh tật, Pedro qua đời vào 14:30 ngày 24 tháng 9 năm 1834. Theo yêu cầu của ông, quả tim ông được đặt tại Nhà thờ Porto's Lapa và di thể ông được mai táng tại Đền Hoàng gia nhà Bragança . Thông tin về cái chết của ông đến Rio de Janeiro vào ngày 20 tháng 11, nhưng các con ông biết tin này muộn hơn sau này 2 tháng 12. Bonifácio, người đã bị cách chức giám hộ cho các con ông, viết cho Pedro II và các chị của ông ta: "Dom Pedro không chết. Chỉ những những bình thường mới chết, nhưng người anh hùng thì không."

### Di sản

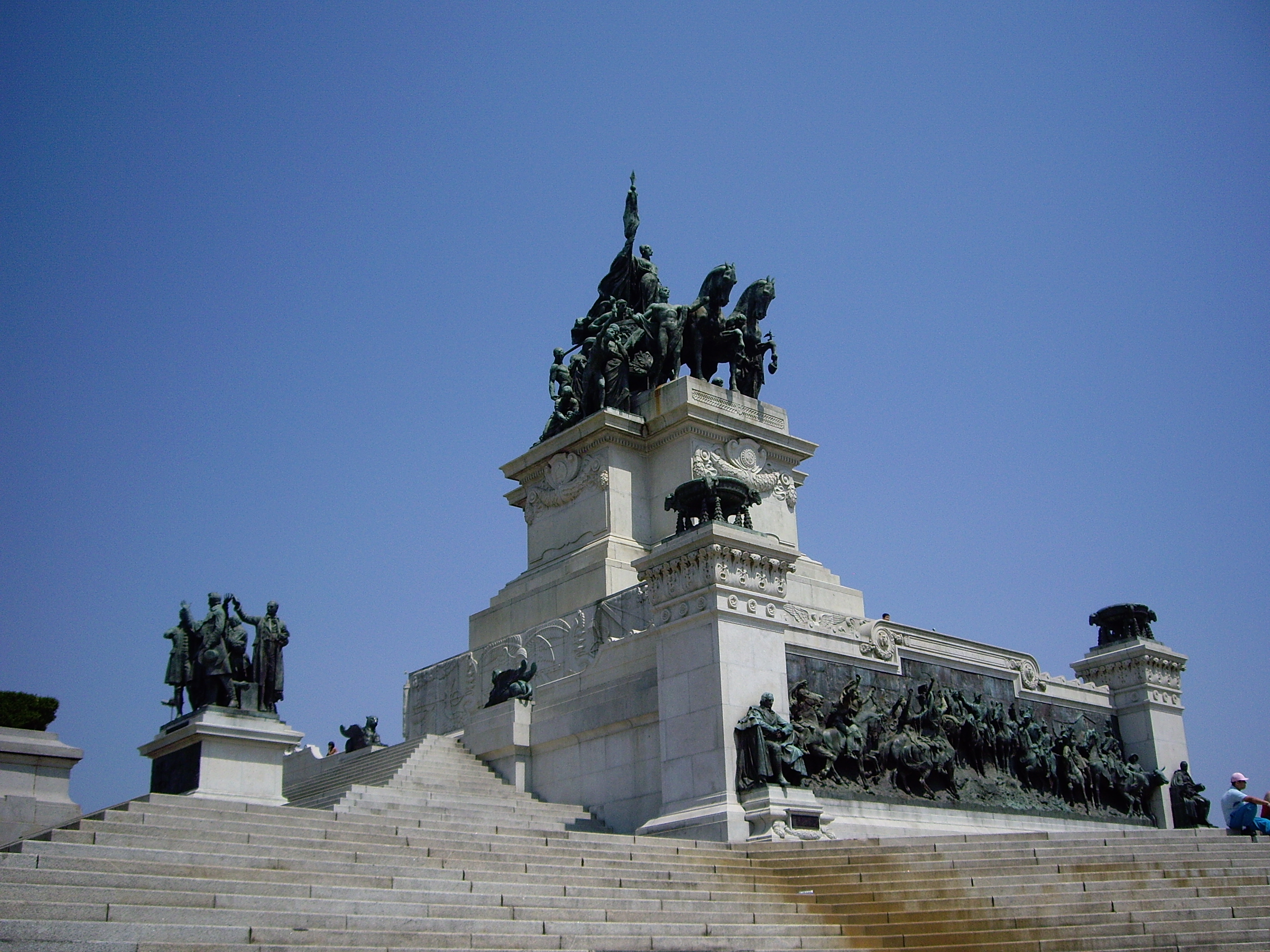
Đài kỉ niệm Brasil độc lập nơi mà ngày xưa Pedro I và hai phu nhân của ông được an táng

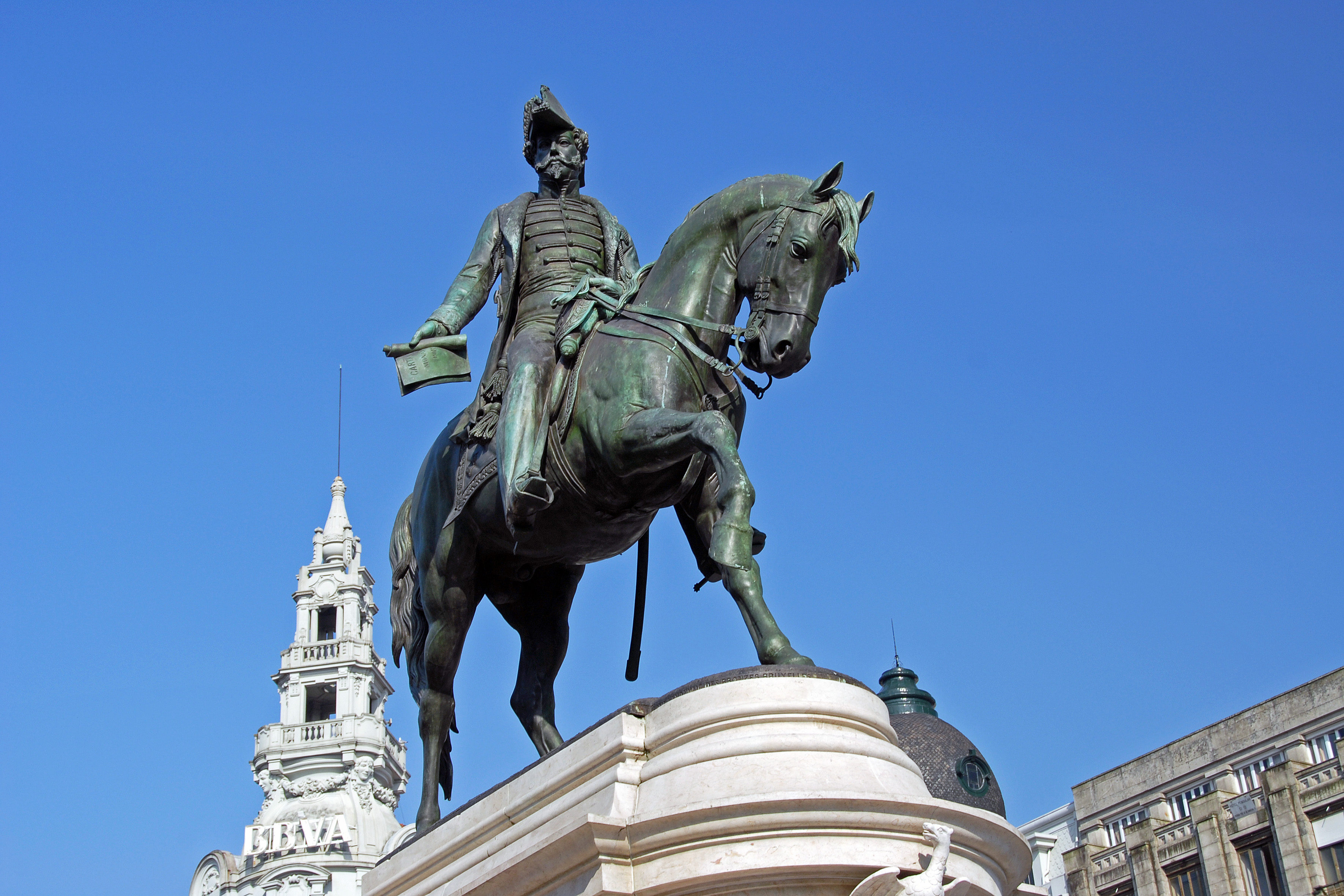
Tượng của Pedro IV tại Quảng trường Liberdade, Porto, Bồ Đào Nha

Sau cái chết của Pedro I, đảng Phục hồi một thời uy quyền lừng lẫy đã dần tan rã. Một mối đe dọa đối với quyền lực của vị vua cũ nếu ông trở lại nắm quyền đã bị dẹp đi, song khi đó không đã không còn tại thế. Theo sử gia Otávio Tarquínio de Sousa thì phát biểu của Evaristo da Veiga, một trong số những nhà lãnh đạo phe Tự do chỉ trích Pedro mạnh mẽ nhất, đã trở thành một quan điểm phổ biến sau này: "cựu hoàng đế Brasil không phải là một ông hoàng bình thường ... và Providence đã biến ông thành một công cụ đắc lực cho việc hình thành nền tự do, cả ở Brasil và Bồ Đào Nha. Nếu chúng ta [người Brasil] tồn tại dưới hình hài một quốc gia tự do, nếu đất đai của chúng ta không bị phân chia thành các nước cộng hòa nhỏ, chỉ có chế độ vô chính phủ và thế lực quân đội chiếm ưu thế, ông ta đã làm rất nhiều điều cho chúng ta, giúp đỡ cho nền độc lập đầu tiên của chúng ta." Ông tiếp tục: "Bồ Đào Nha, nếu như nó được giải phóng khỏi nền độc tài tối tăm và tàn bạo... nếu có đem lại những lợi ích do chính phủ mang lại cho người dân, đều nhờ vào D[om]. Pedro de Alcântara, người phải chịu sự đau khổ, mệt mỏi và hi sinh cho Bồ Đào Nha đã làm ông ta trở thành một cống phẩm của lòng biết ơn quốc gia."
Năm 1972, kỉ niệm 150 năm ngày Brasil độc lập, di hài của Pedro I (không bao gồm quả tim của ông) được đưa trở về Brasil—theo như di nguyện của ông lúc sinh tien— cùng với một hồi kèn và vinh dự dành cho người đứng đầu đất nước. Di thể ông được đặt tại Đài tưởng niệm độc lập Brasil, bên cạnh Maria Leopoldina và Amélie, tại thành phố São Paulo. Vài năm sau, Neill Macaulay nói rằng "Những lời chỉ trích Dom Pedro được bày tỏ một cách tự nhiên và thường xuyên nổi lên; cuối cùng buộc ông phải bỏ cả hai ngai vàng. Sự chấp nhận đối với những lời chỉ trích công khai và sự sẵn lòng từ bỏ quyền lực của Dom Pedro đã khiến ông khác biệt hẳn những người tiền nhiệm và từ những người cai trị ngày nay các quốc gia cưỡng bức, có quyền nắm giữ suốt đời cũng an toàn như các vị vua cũ". Macaulay khẳng định rằng "những nhà lãnh đạo tự do thành công như Dom Pedro có thể được dựng tượng đài tôn vinh bằng đá hoặc đồng, không nên xây nên các tòa nhà công cộng, vì hình ảnh của họ không được toàn bộ mọi người thống nhất, không có '-chủ nghĩa' gắn liền với tên của họ."

## Tước hiệu và huy hiệu

### Danh hiệu
Bản mẫu:Infobox Portuguese Royalty styles
- 12 tháng 10 năm 1798 – 11 tháng 6 năm 1801: Đức ngài The Most Serene Hoàng thân Dom Pedro, Grand Prior of Crato[105]
- 11 tháng 6 năm 1801 – 20 tháng 3 năm 1816: Vương công xứ Beira điện hạ[105]
- 20 tháng 3 năm 1816 – 9 tháng 1, 1817: Vương công xứ Brasil điện hạ[105]
- 9 tháng 1, 1817 – 10 tháng 3 năm 1826: Hoàng tử Hoàng gia điện hạ[105]
- 12 tháng 10 năm 1822 – 7 tháng 4 năm 1831: Hoàng đế Bệ hạ[105]
- 10 tháng 3 năm 1826 – 2 tháng 5 năm 1826: Quốc vương Bệ hạ[105]
- 15 tháng 6 năm 1831 – 24 tháng 9 năm 1834: Quận công xứ Braganza Bệ hạ[183]

Là hoàng đế Brasil, danh hiệu đầy đủ của ông là: "Bệ hạ Dom Pedro I, Hoàng đế Lập hiến và Người Bảo hộ Vĩnh cữu của Brasil".
Là quốc vương Bồ Đào Nha, danh hiệu đầy đủ của ông là: "Bệ hạ Dom Pedro IV, Quốc vương của Bồ Đào Nha và Algarves, và các nơi ở vùng biển châu Phi, Huân tước xứ Guinea và Conquest, Navigation và Commerce xứ Ethiopia, Arabia, Persia và India, etc."

### Tước hiệu quý tộc
Với tư cách người thừa kế ngai vàng Bồ Đào Nha:
- Quận công xứ Bragança[2]
- Quận công xứ Barcelos[2]
- Quận công xứ Guimarães[2]
- Hầu tước xứ Vila Viçosa[2]
- Bá tước xứ Ourém[2]
- Bá tước xứ Barcelos[2]
- Bá tước xứ Faria và Neiva[2]
- Bá tước xứ Arraiolos[2]
- Bá tước Guimarães[2]

### Huân chương

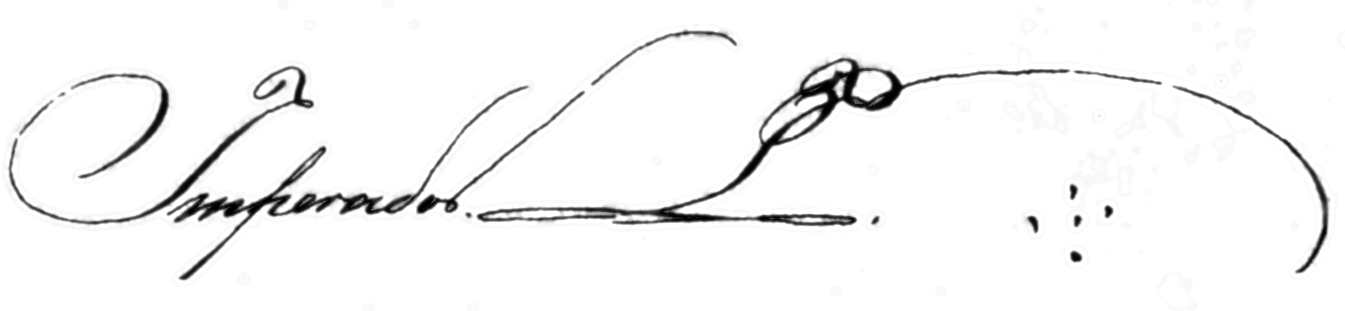
Pedro I's signature in official documents

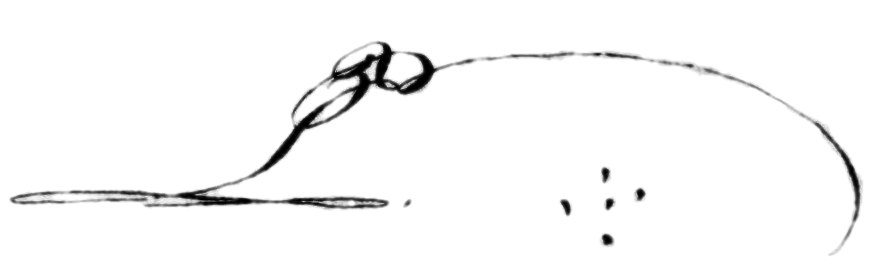
His signed initials in official documents

Hoàng đế Pedro I được trao tặng những huân chương Brasil:
- Huân chương Christ
- Huân chương Aviz
- Huân chương Đế quốc Saint James of Sword
- Huân chương Thánh giá phương Nam
- Huân chương Pedro I
- Huân chương Hoa hồng

Với cương vị Pedro IV của Bồ Đào Nha, ông cũng nhận được những huân chương sau:
- Huân chương Christ
- Huân chương Saint Benedict of Aviz
- Huân chương Saint James of the Sword
- Huân chương Tower và Sword
- Huân chương Immaculate Conception of Vila Viçosa

Sau khi thoái ngôi vua Bồ Đào Nha:
- Đại thập giá của Bồ Nha Nha, Huân chương Tower và Sword, của Valor, Loyalty và Merit ngày 20 tháng 9 năm 1834[105]

Ông cũng được trao tặng những vinh dự ở nứoc ngoài:
- Huân chương Golden Fleece của Hiệp sĩ Tây Ban Nha
- Đại Thập giá của Tây Ban Nha Huân chương Carlos III
- Đại Thập giá của Tây Ban Nha, Huân chương Isabella the Catholic
- Đại Thập giá của Pháp Huân chương Saint Louis
- Huân chương Thần thánh của Hiệp sĩ Pháp
- Huân chương Saint Michael của Hiệp sĩ Pháp
- Đại Thập giá của Áo - Hung Huân chương Saint Stephen

## Phả hệ

### Tổ tiên
| \| \| \| \| \| \| \| \| \| \| \| \| \| \| \| \| \| \| \| \| 16. João V của Bồ Đào Nha (= 10) \| \| \| \| \| \| \| \| \| \| \| \| \| \| \| \| \| \| \| \| \| \| \| \| \| \| \| \| \| \| \| \| \| \| \| \| \| \| \| \| \| \| \| \| \| \| \| \| \| \| \| \| \| \| 8. José I của Bồ Đào Nha \| \| \| \| \| \| \| \| \| \| \| \| \| \| \| \| \| \| \| \| \| \| \| \| \| \| \| \| \| \| \| \| \| \| \| \| \| \| \| \| \| \| \| \| \| \| \| \| \| \| \| \| \| \| 17. Maria Anna Josefa của Áo (= 11) \| \| \| \| \| \| \| \| \| \| \| \| \| \| \| \| \| \| \| \| \| \| \| \| \| \| \| \| \| \| \| \| \| \| \| \| \| \| \| \| \| \| \| \| \| \| \| \| \| \| \| \| \| \| 4. Maria I của Bồ Đào Nha \| \| \| \| \| \| \| \| \| \| \| \| \| \| \| \| \| \| \| \| \| \| \| \| \| \| \| \| \| \| \| \| \| \| \| \| \| \| \| \| \| \| \| \| \| \| \| \| \| \| \| \| \| \| 18. Felipe V của Tây Ban Nha (= 24, 28) \| \| \| \| \| \| \| \| \| \| \| \| \| \| \| \| \| \| \| \| \| \| \| \| \| \| \| \| \| \| \| \| \| \| \| \| \| \| \| \| \| \| \| \| \| \| \| \| \| \| \| \| \| \| 9. Mariana Victoria của Tây Ban Nha \| \| \| \| \| \| \| \| \| \| \| \| \| \| \| \| \| \| \| \| \| \| \| \| \| \| \| \| \| \| \| \| \| \| \| \| \| \| \| \| \| \| \| \| \| \| \| \| \| \| \| \| \| \| 19. Elisabetta Farnese (= 25, 29) \| \| \| \| \| \| \| \| \| \| \| \| \| \| \| \| \| \| \| \| \| \| \| \| \| \| \| \| \| \| \| \| \| \| \| \| \| \| \| \| \| \| \| \| \| \| \| \| \| \| \| \| \| \| 2. João VI của Bồ Đào Nha \| \| \| \| \| \| \| \| \| \| \| \| \| \| \| \| \| \| \| \| \| \| \| \| \| \| \| \| \| \| \| \| \| \| \| \| \| \| \| \| \| \| \| \| \| \| \| \| \| \| \| \| \| \| 20. Pedro II của Bồ Đào Nha \| \| \| \| \| \| \| \| \| \| \| \| \| \| \| \| \| \| \| \| \| \| \| \| \| \| \| \| \| \| \| \| \| \| \| \| \| \| \| \| \| \| \| \| \| \| \| \| \| \| \| \| \| \| 10. João V của Bồ Đào Nha (= 16) \| \| \| \| \| \| \| \| \| \| \| \| \| \| \| \| \| \| \| \| \| \| \| \| \| \| \| \| \| \| \| \| \| \| \| \| \| \| \| \| \| \| \| \| \| \| \| \| \| \| \| \| \| \| 21. Marie Sophie xứ Pfalz-Neuburg \| \| \| \| \| \| \| \| \| \| \| \| \| \| \| \| \| \| \| \| \| \| \| \| \| \| \| \| \| \| \| \| \| \| \| \| \| \| \| \| \| \| \| \| \| \| \| \| \| \| \| \| \| \| 5. Pedro III của Bồ Đào Nha \| \| \| \| \| \| \| \| \| \| \| \| \| \| \| \| \| \| \| \| \| \| \| \| \| \| \| \| \| \| \| \| \| \| \| \| \| \| \| \| \| \| \| \| \| \| \| \| \| \| \| \| \| \| 22. Leopold I của Thánh chế La Mã \| \| \| \| \| \| \| \| \| \| \| \| \| \| \| \| \| \| \| \| \| \| \| \| \| \| \| \| \| \| \| \| \| \| \| \| \| \| \| \| \| \| \| \| \| \| \| \| \| \| \| \| \| \| 11. Maria Anna Josefa của Áo (= 17) \| \| \| \| \| \| \| \| \| \| \| \| \| \| \| \| \| \| \| \| \| \| \| \| \| \| \| \| \| \| \| \| \| \| \| \| \| \| \| \| \| \| \| \| \| \| \| \| \| \| \| \| \| \| 23. Eleonore Magdalene xứ Pfalz-Neuburg \| \| \| \| \| \| \| \| \| \| \| \| \| \| \| \| \| \| \| \| \| \| \| \| \| \| \| \| \| \| \| \| \| \| \| \| \| \| \| \| \| \| \| \| \| \| \| \| \| \| \| \| \| \| 1. Pedro I của Brasil \| \| \| \| \| \| \| \| \| \| \| \| \| \| \| \| \| \| \| \| \| \| \| \| \| \| \| \| \| \| \| \| \| \| \| \| \| \| \| \| \| \| \| \| \| \| \| \| \| \| \| \| \| \| 24. Felipe V của Tây Ban Nha (= 18, 28) \| \| \| \| \| \| \| \| \| \| \| \| \| \| \| \| \| \| \| \| \| \| \| \| \| \| \| \| \| \| \| \| \| \| \| \| \| \| \| \| \| \| \| \| \| \| \| \| \| \| \| \| \| \| 12. Carlos III của Tây Ban Nha \| \| \| \| \| \| \| \| \| \| \| \| \| \| \| \| \| \| \| \| \| \| \| \| \| \| \| \| \| \| \| \| \| \| \| \| \| \| \| \| \| \| \| \| \| \| \| \| \| \| \| \| \| \| 25. Elisabetta Farnese (= 19, 29) \| \| \| \| \| \| \| \| \| \| \| \| \| \| \| \| \| \| \| \| \| \| \| \| \| \| \| \| \| \| \| \| \| \| \| \| \| \| \| \| \| \| \| \| \| \| \| \| \| \| \| \| \| \| 6. Carlos IV của Tây Ban Nha \| \| \| \| \| \| \| \| \| \| \| \| \| \| \| \| \| \| \| \| \| \| \| \| \| \| \| \| \| \| \| \| \| \| \| \| \| \| \| \| \| \| \| \| \| \| \| \| \| \| \| \| \| \| 26. August III của Ba Lan \| \| \| \| \| \| \| \| \| \| \| \| \| \| \| \| \| \| \| \| \| \| \| \| \| \| \| \| \| \| \| \| \| \| \| \| \| \| \| \| \| \| \| \| \| \| \| \| \| \| \| \| \| \| 13. Mária Amália của Ba Lan \| \| \| \| \| \| \| \| \| \| \| \| \| \| \| \| \| \| \| \| \| \| \| \| \| \| \| \| \| \| \| \| \| \| \| \| \| \| \| \| \| \| \| \| \| \| \| \| \| \| \| \| \| \| 27. Maria Josepha Benedikta của Áo \| \| \| \| \| \| \| \| \| \| \| \| \| \| \| \| \| \| \| \| \| \| \| \| \| \| \| \| \| \| \| \| \| \| \| \| \| \| \| \| \| \| \| \| \| \| \| \| \| \| \| \| \| \| 3. Carlota Joaquina của Tây Ban Nha \| \| \| \| \| \| \| \| \| \| \| \| \| \| \| \| \| \| \| \| \| \| \| \| \| \| \| \| \| \| \| \| \| \| \| \| \| \| \| \| \| \| \| \| \| \| \| \| \| \| \| \| \| \| 28. Felipe V của Tây Ban Nha (= 18, 24) \| \| \| \| \| \| \| \| \| \| \| \| \| \| \| \| \| \| \| \| \| \| \| \| \| \| \| \| \| \| \| \| \| \| \| \| \| \| \| \| \| \| \| \| \| \| \| \| \| \| \| \| \| \| 14. Filippo I xứ Parma \| \| \| \| \| \| \| \| \| \| \| \| \| \| \| \| \| \| \| \| \| \| \| \| \| \| \| \| \| \| \| \| \| \| \| \| \| \| \| \| \| \| \| \| \| \| \| \| \| \| \| \| \| \| 29. Elisabetta Farnese (= 19, 25) \| \| \| \| \| \| \| \| \| \| \| \| \| \| \| \| \| \| \| \| \| \| \| \| \| \| \| \| \| \| \| \| \| \| \| \| \| \| \| \| \| \| \| \| \| \| \| \| \| \| \| \| \| \| 7. María Luisa của Parma \| \| \| \| \| \| \| \| \| \| \| \| \| \| \| \| \| \| \| \| \| \| \| \| \| \| \| \| \| \| \| \| \| \| \| \| \| \| \| \| \| \| \| \| \| \| \| \| \| \| \| \| \| \| 30. Louis XV của Pháp \| \| \| \| \| \| \| \| \| \| \| \| \| \| \| \| \| \| \| \| \| \| \| \| \| \| \| \| \| \| \| \| \| \| \| \| \| \| \| \| \| \| \| \| \| \| \| \| \| \| \| \| \| \| 15. Louise Élisabeth của Pháp \| \| \| \| \| \| \| \| \| \| \| \| \| \| \| \| \| \| \| \| \| \| \| \| \| \| \| \| \| \| \| \| \| \| \| \| \| \| \| \| \| \| \| \| \| \| \| \| \| \| \| \| \| \| 31. Maria Leszczyńska của Ba Lan \| \| \| \| \| \| \| \| \| \| \| \| \| \| \| \| \| \| \| \| \| \| \| \| \| \| \| \| \| \| \| \| \| \| \| \| \| \| \| \| \| \| \| \| \| \| \| \| \| \| \| \| |                                         |  |  |  |  |  |  |  |  |  |  |  |  |  |  |  |
| |                                         |  |  |  |  |  |  |  |  |  |  |  |  |  |  |  |
| | 16. João V của Bồ Đào Nha (= 10)        |  |  |  |  |  |  |  |  |  |  |  |  |  |  |  |
| |                                         |  |  |  |  |  |  |  |  |  |  |  |  |  |  |  |
| |                                         |  |  |  |  |  |  |  |  |  |  |  |  |  |  |  |
| | 8. José I của Bồ Đào Nha                |  |  |  |  |  |  |  |  |  |  |  |  |  |  |  |
| |                                         |  |  |  |  |  |  |  |  |  |  |  |  |  |  |  |
| |                                         |  |  |  |  |  |  |  |  |  |  |  |  |  |  |  |
| | 17. Maria Anna Josefa của Áo (= 11)     |  |  |  |  |  |  |  |  |  |  |  |  |  |  |  |
| |                                         |  |  |  |  |  |  |  |  |  |  |  |  |  |  |  |
| |                                         |  |  |  |  |  |  |  |  |  |  |  |  |  |  |  |
| | 4. Maria I của Bồ Đào Nha               |  |  |  |  |  |  |  |  |  |  |  |  |  |  |  |
| |                                         |  |  |  |  |  |  |  |  |  |  |  |  |  |  |  |
| |                                         |  |  |  |  |  |  |  |  |  |  |  |  |  |  |  |
| | 18. Felipe V của Tây Ban Nha (= 24, 28) |  |  |  |  |  |  |  |  |  |  |  |  |  |  |  |
| |                                         |  |  |  |  |  |  |  |  |  |  |  |  |  |  |  |
| |                                         |  |  |  |  |  |  |  |  |  |  |  |  |  |  |  |
| | 9. Mariana Victoria của Tây Ban Nha     |  |  |  |  |  |  |  |  |  |  |  |  |  |  |  |
| |                                         |  |  |  |  |  |  |  |  |  |  |  |  |  |  |  |
| |                                         |  |  |  |  |  |  |  |  |  |  |  |  |  |  |  |
| | 19. Elisabetta Farnese (= 25, 29)       |  |  |  |  |  |  |  |  |  |  |  |  |  |  |  |
| |                                         |  |  |  |  |  |  |  |  |  |  |  |  |  |  |  |
| |                                         |  |  |  |  |  |  |  |  |  |  |  |  |  |  |  |
| | 2. João VI của Bồ Đào Nha               |  |  |  |  |  |  |  |  |  |  |  |  |  |  |  |
| |                                         |  |  |  |  |  |  |  |  |  |  |  |  |  |  |  |
| |                                         |  |  |  |  |  |  |  |  |  |  |  |  |  |  |  |
| | 20. Pedro II của Bồ Đào Nha             |  |  |  |  |  |  |  |  |  |  |  |  |  |  |  |
| |                                         |  |  |  |  |  |  |  |  |  |  |  |  |  |  |  |
| |                                         |  |  |  |  |  |  |  |  |  |  |  |  |  |  |  |
| | 10. João V của Bồ Đào Nha (= 16)        |  |  |  |  |  |  |  |  |  |  |  |  |  |  |  |
| |                                         |  |  |  |  |  |  |  |  |  |  |  |  |  |  |  |
| |                                         |  |  |  |  |  |  |  |  |  |  |  |  |  |  |  |
| | 21. Marie Sophie xứ Pfalz-Neuburg       |  |  |  |  |  |  |  |  |  |  |  |  |  |  |  |
| |                                         |  |  |  |  |  |  |  |  |  |  |  |  |  |  |  |
| |                                         |  |  |  |  |  |  |  |  |  |  |  |  |  |  |  |
| | 5. Pedro III của Bồ Đào Nha             |  |  |  |  |  |  |  |  |  |  |  |  |  |  |  |
| |                                         |  |  |  |  |  |  |  |  |  |  |  |  |  |  |  |
| |                                         |  |  |  |  |  |  |  |  |  |  |  |  |  |  |  |
| | 22. Leopold I của Thánh chế La Mã       |  |  |  |  |  |  |  |  |  |  |  |  |  |  |  |
| |                                         |  |  |  |  |  |  |  |  |  |  |  |  |  |  |  |
| |                                         |  |  |  |  |  |  |  |  |  |  |  |  |  |  |  |
| | 11. Maria Anna Josefa của Áo (= 17)     |  |  |  |  |  |  |  |  |  |  |  |  |  |  |  |
| |                                         |  |  |  |  |  |  |  |  |  |  |  |  |  |  |  |
| |                                         |  |  |  |  |  |  |  |  |  |  |  |  |  |  |  |
| | 23. Eleonore Magdalene xứ Pfalz-Neuburg |  |  |  |  |  |  |  |  |  |  |  |  |  |  |  |
| |                                         |  |  |  |  |  |  |  |  |  |  |  |  |  |  |  |
| |                                         |  |  |  |  |  |  |  |  |  |  |  |  |  |  |  |
| | 1. Pedro I của Brasil                   |  |  |  |  |  |  |  |  |  |  |  |  |  |  |  |
| |                                         |  |  |  |  |  |  |  |  |  |  |  |  |  |  |  |
| |                                         |  |  |  |  |  |  |  |  |  |  |  |  |  |  |  |
| | 24. Felipe V của Tây Ban Nha (= 18, 28) |  |  |  |  |  |  |  |  |  |  |  |  |  |  |  |
| |                                         |  |  |  |  |  |  |  |  |  |  |  |  |  |  |  |
| |                                         |  |  |  |  |  |  |  |  |  |  |  |  |  |  |  |
| | 12. Carlos III của Tây Ban Nha          |  |  |  |  |  |  |  |  |  |  |  |  |  |  |  |
| |                                         |  |  |  |  |  |  |  |  |  |  |  |  |  |  |  |
| |                                         |  |  |  |  |  |  |  |  |  |  |  |  |  |  |  |
| | 25. Elisabetta Farnese (= 19, 29)       |  |  |  |  |  |  |  |  |  |  |  |  |  |  |  |
| |                                         |  |  |  |  |  |  |  |  |  |  |  |  |  |  |  |
| |                                         |  |  |  |  |  |  |  |  |  |  |  |  |  |  |  |
| | 6. Carlos IV của Tây Ban Nha            |  |  |  |  |  |  |  |  |  |  |  |  |  |  |  |
| |                                         |  |  |  |  |  |  |  |  |  |  |  |  |  |  |  |
| |                                         |  |  |  |  |  |  |  |  |  |  |  |  |  |  |  |
| | 26. August III của Ba Lan               |  |  |  |  |  |  |  |  |  |  |  |  |  |  |  |
| |                                         |  |  |  |  |  |  |  |  |  |  |  |  |  |  |  |
| |                                         |  |  |  |  |  |  |  |  |  |  |  |  |  |  |  |
| | 13. Mária Amália của Ba Lan             |  |  |  |  |  |  |  |  |  |  |  |  |  |  |  |
| |                                         |  |  |  |  |  |  |  |  |  |  |  |  |  |  |  |
| |                                         |  |  |  |  |  |  |  |  |  |  |  |  |  |  |  |
| | 27. Maria Josepha Benedikta của Áo      |  |  |  |  |  |  |  |  |  |  |  |  |  |  |  |
| |                                         |  |  |  |  |  |  |  |  |  |  |  |  |  |  |  |
| |                                         |  |  |  |  |  |  |  |  |  |  |  |  |  |  |  |
| | 3. Carlota Joaquina của Tây Ban Nha     |  |  |  |  |  |  |  |  |  |  |  |  |  |  |  |
| |                                         |  |  |  |  |  |  |  |  |  |  |  |  |  |  |  |
| |                                         |  |  |  |  |  |  |  |  |  |  |  |  |  |  |  |
| | 28. Felipe V của Tây Ban Nha (= 18, 24) |  |  |  |  |  |  |  |  |  |  |  |  |  |  |  |
| |                                         |  |  |  |  |  |  |  |  |  |  |  |  |  |  |  |
| |                                         |  |  |  |  |  |  |  |  |  |  |  |  |  |  |  |
| | 14. Filippo I xứ Parma                  |  |  |  |  |  |  |  |  |  |  |  |  |  |  |  |
| |                                         |  |  |  |  |  |  |  |  |  |  |  |  |  |  |  |
| |                                         |  |  |  |  |  |  |  |  |  |  |  |  |  |  |  |
| | 29. Elisabetta Farnese (= 19, 25)       |  |  |  |  |  |  |  |  |  |  |  |  |  |  |  |
| |                                         |  |  |  |  |  |  |  |  |  |  |  |  |  |  |  |
| |                                         |  |  |  |  |  |  |  |  |  |  |  |  |  |  |  |
| | 7. María Luisa của Parma                |  |  |  |  |  |  |  |  |  |  |  |  |  |  |  |
| |                                         |  |  |  |  |  |  |  |  |  |  |  |  |  |  |  |
| |                                         |  |  |  |  |  |  |  |  |  |  |  |  |  |  |  |
| | 30. Louis XV của Pháp                   |  |  |  |  |  |  |  |  |  |  |  |  |  |  |  |
| |                                         |  |  |  |  |  |  |  |  |  |  |  |  |  |  |  |
| |                                         |  |  |  |  |  |  |  |  |  |  |  |  |  |  |  |
| | 15. Louise Élisabeth của Pháp           |  |  |  |  |  |  |  |  |  |  |  |  |  |  |  |
| |                                         |  |  |  |  |  |  |  |  |  |  |  |  |  |  |  |
| |                                         |  |  |  |  |  |  |  |  |  |  |  |  |  |  |  |
| | 31. Maria Leszczyńska của Ba Lan        |  |  |  |  |  |  |  |  |  |  |  |  |  |  |  |
| |                                         |  |  |  |  |  |  |  |  |  |  |  |  |  |  |  |
| |                                         |  |  |  |  |  |  |  |  |  |  |  |  |  |  |  |

### Hậu duệ
| Name | Portrait | Lifespan | Notes |
| Với Maria Leopoldine của Áo (22 tháng 1 năm 1797 – 11 tháng 12 năm 1826; hôn nhân ủy quyền ngày 13 tháng 5 năm 1817) | Với Maria Leopoldine của Áo (22 tháng 1 năm 1797 – 11 tháng 12 năm 1826; hôn nhân ủy quyền ngày 13 tháng 5 năm 1817) | Với Maria Leopoldine của Áo (22 tháng 1 năm 1797 – 11 tháng 12 năm 1826; hôn nhân ủy quyền ngày 13 tháng 5 năm 1817) | Với Maria Leopoldine của Áo (22 tháng 1 năm 1797 – 11 tháng 12 năm 1826; hôn nhân ủy quyền ngày 13 tháng 5 năm 1817) |
| --- | --- | --- | --- |
| Maria II của Bồ Đào Nha                                                                                              | Painting showing the head and shoulders of a young woman wearing a lacey blue dress with auburn hair pulled back | 4 tháng 4 năm 1819 – 15 tháng 11 năm 1853                                                                            | Nữ vương Bồ Đào Nha từ 1826 đến 1853. Người chồng đầu tiên của Maria II, Auguste de Beauharnais, Quận công xứ Leuchtenberg thứ 2, chết chỉ vài tháng sau hôn lễ. Người chồng thứ hai là Ferdinand xứ Saxe-Coburg và Gotha, sau trở thành Vua Dom Fernando II sau khi người con đầu tiên của họ chào đời. Bà có 11 người con từ cuộc hôn nhân này. Maria II là người thừa kế hợp pháp của Pedro II với danh hiệu Công chúa hoàng gia cho đến khi bà bị loại khỏi danh sách kế vị ngai vàng Brasil bằng một đạo luật thông qua ngày 30 tháng 10 năm 1835.                                                                                             |
| Miguel, Vương công xứ Beira                                                                                          | | 26 tháng 4 năm 1820                                                                                                  | Vương công xứ Beira từ khi sinh đến khi mất. |
| João Carlos, Vương công xứ Beira                                                                                     | | 6 tháng 3 năm 1821 – 4 tháng 2 năm 1822                                                                              | Vương công xứ Beira từ khi sinh đến khi mất. |
| Januária của Brasil                                                                                                  | Sepia photograph showing the head and shoulders of a middle-aged woman wearing a dark dress with thin white collar | 11 tháng 3 năm 1822 – 13 tháng 3 năm 1901                                                                            | Kết hôn với Hoàng tử Luigi, Bá tước xứ Aquila, con trai của Don Francesco I, Vua của Hai vương quốc Sicily. Bà có bốn người con từ cuộc hôn nhân này. Được công nhận là Công chúa Bồ Đào Nha ngày 4 tháng 6 năm 1822, sau bị loại khỏi danh sách kế vị Bồ Đào Nha sau khi Brasil tuyên bố độc lập. |
| Paula của Brasil | | 17 tháng 2 năm 1823 – 16 tháng 1, 1833                                                                               | Chết năm 9 tuổi, có thể là do bệnh viêm màng não. Chào đời sau khi Brasil độc lập, Paula bị gạch tên khỏi danh sách kế vị Bồ Đào Nha. |
| Francisca của Brasil                                                                                                 | Faded sepia photograph showing the head and shoulders of a lady wearing a veil over her hair | 2 tháng 8 năm 1824 – 27 tháng 3 năm 1898                                                                             | Kết hôn với Hoàng tử François, Vương công xứ Joinville, con trai của Louis Philippe I, Vua của người Pháp. Bà có ba con từ cuộc hôn nhân này. Chào đời sau khi Brasil độc lập, Francisca bị gạch tên khỏi danh sách kế vị Bồ Đào Nha. |
| Pedro II của Brasil                                                                                                  | Sepia photograph showing the head and shoulders of a bearded, light-haired man wearing a formal black coat, white shirt and dark cravat                                                                                                  | 2 tháng 12 năm 1825 – 5 tháng 12 năm 1891                                                                            | Hoàng đế Brasil từ 1831 đến 1889. Ông kết hôn với Teresa Cristina của Hai Vương quốc Silicy, con gái của Don Francesco I, Vua của Hai Vương quốc Silicy. Ông có 4 đứa con từ cuộc hôn nhân này. Chào đời sau khi Brasil độc lập, Pedro II bị gạch tên khỏi danh sách kế vị Bồ Đào Nha và không được lên ngôi Vua Dom Pedro V sau khi phụ hoàng thoái vị. |
| Với Amélie xứ Leuchtenberg (31 tháng 7 năm 1812 – 26 tháng 1 năm 1873; kết hôn ủy quyền vào ngày 2 tháng 8 năm 1829) | | | |
| Maria Amélia của Brasil                                                                                              | Painted head and shoulders portrait of a young woman wearing an ermine stole thrown over one shoulder, a double strand of large pearls around her neck, pearl drop earrings, and a pink camellia arranged in the hair over her right ear | 1 tháng 12 năm 1831 – 4 tháng 2 năm 1853                                                                             | Bà sống gần như trọn cuộc đời tại châu Âu và không bao giờ đến thăm Brasil. Maria Amélia được hứa hôn với Đại Công tước Maximilian, về sau là Hoàng đế Don Maximiliano I của Mexico, nhưng bà qua đời trước khi hôn lễ diễn ra. Chào đời sau khi phụ thân từ bỏ ngai vương Bồ Đào Nha, Maria Amélia không bao giờ được trao tư cách kế vị ngai vàng. |
| Với Domitila de Castro, Hầu tước phu nhân xứ Santos (27 tháng 12 năm 1797 – 3 tháng 11 năm 1867)                     | | | |
| Isabel Maria de Alcântara Brasileira                                                                                 | Black and white copy of a painted portrait showing the head and shoulders of a woman with dark, curled hair, large eyes and wearing a circlet of flowers and veil on her head                                                            | 23 tháng 5 năm 1824 – 3 tháng 11 năm 1898                                                                            | Bà là người con ngoại hôn duy nhất được Pedro I công nhận một cách chính thức. Ngày 24 tháng 5 năm 1826, Isabel Maria được tấn phong làm "Công nương xứ Goiás", danh hiệu Highness và được người ta gọi bằng kính ngữ "Dona" (Lady). Bà người người đầu tiên được tấn phong một địa vị tương đương công tước ở Đế quốc Brasil. Nhưng bà không được mang địa vị công chúa Brasil và không có tên trong danh sách kế vị. Trong di chúc, Pedro I chia cho bà một phần tài sản. Về sau bà bị tước những danh hiệu và tước hiệu sau vụ kết hôn với một người nước ngoài, Ernst Fischler von Treuberg, Bá tước xứ Treuberg, vào ngày 17 tháng 4 năm 1843. |
| Pedro de Alcântara Brasileiro                                                                                        | | 7 tháng 12 năm 1825 – 27 tháng 12 năm 1825                                                                           | Pedro I dường như có ý phong cho ông làm "Quận công São Paulo", nhưng ông chết sớm không bao giờ được nhận phong. |
| Maria Isabel de Alcântara Brasileira                                                                                 | | 13 tháng 8 năm 1827 – 25 tháng 10 năm 1828                                                                           | Pedro I dường như có ý phong cho bà làm "Công nương xứ Ceará", danh hiệu Highness và đặc quyền được xưng là "Dona" (Lady). Tuy nhiên bà lại chết sớm. Nhưng, có nhiều nguồn vẫn gọi bà là "Công nương xứ Ceará", dù trong hồ sơ chính thức và các giấy tờ liên quan đến tang lễ của bà đều không bao giờ nhắc đến cụm từ này". |
| Maria Isabel de Alcântara Brasileira                                                                                 | Black and white photograph showing the head and shoulders of a woman with dark hair wearing a dress with a large, white collar | 28 tháng 2 năm 1830 – 13 tháng 9 năm 1896                                                                            | Trở thành Bá tước phu nhân xứ Iguaçu sau hôn lễ năm 1848 với Pedro Caldeira Brant, con trai của Felisberto Caldeira Brant, Hầu tước xứ Barbacena. Bà không bao giờ được phụ thân ban cho bất kì tước hiệu gì vì ông ta đã kết hôn với Amélie. Tuy nhiên, Pedro I thừa nhận bà là con mình trong di chúc, nhưng không chia cho bà bất kì phần tài sản nào, ngoại trừ việc yêu cầu bà vợ góa chăm lo cho bà ăn học đến tuổi trưởng thành. |
| Với Maria Benedita, Nam tước phu nhân xứ Sorocaba (18 tháng 12 năm 1792 – 5 tháng 3 năm 1857)                        | | | |
| Rodrigo Delfim Pereira                                                                                               | Faded sepia photograph showing the head and shoulders of a man with dark, wavy hair, mustache and wearing a dark coat, white shirt with wingtip collar and dark cravat                                                                   | 4 tháng 11 năm 1823 – 31 tháng 1 năm 1891                                                                            | Trong di chúc, Pedro I thừa nhận ông là con mình và chia cho ông một phần tài sản. Rodrigo Delfim Pereira trở thành một nhà ngoại giao Brasil và sống phần lớn cuộc đời ở châu Âu. |
| Với Henriette Josephine Clemence Saisset                                                                             | | | |
| Pedro de Alcântara Brasileiro                                                                                        | | chào đời 28 tháng 8 năm 1829                                                                                         | Trong di chúc, Pedro I thừa nhận ông là con mình và chia cho ông một phần tài sản. Pedro de Alcântara Brasileiro có một con trai, tướng lĩnh Hải quân Pháp, và nhiều hậu duệ khác. |